# Besigheim

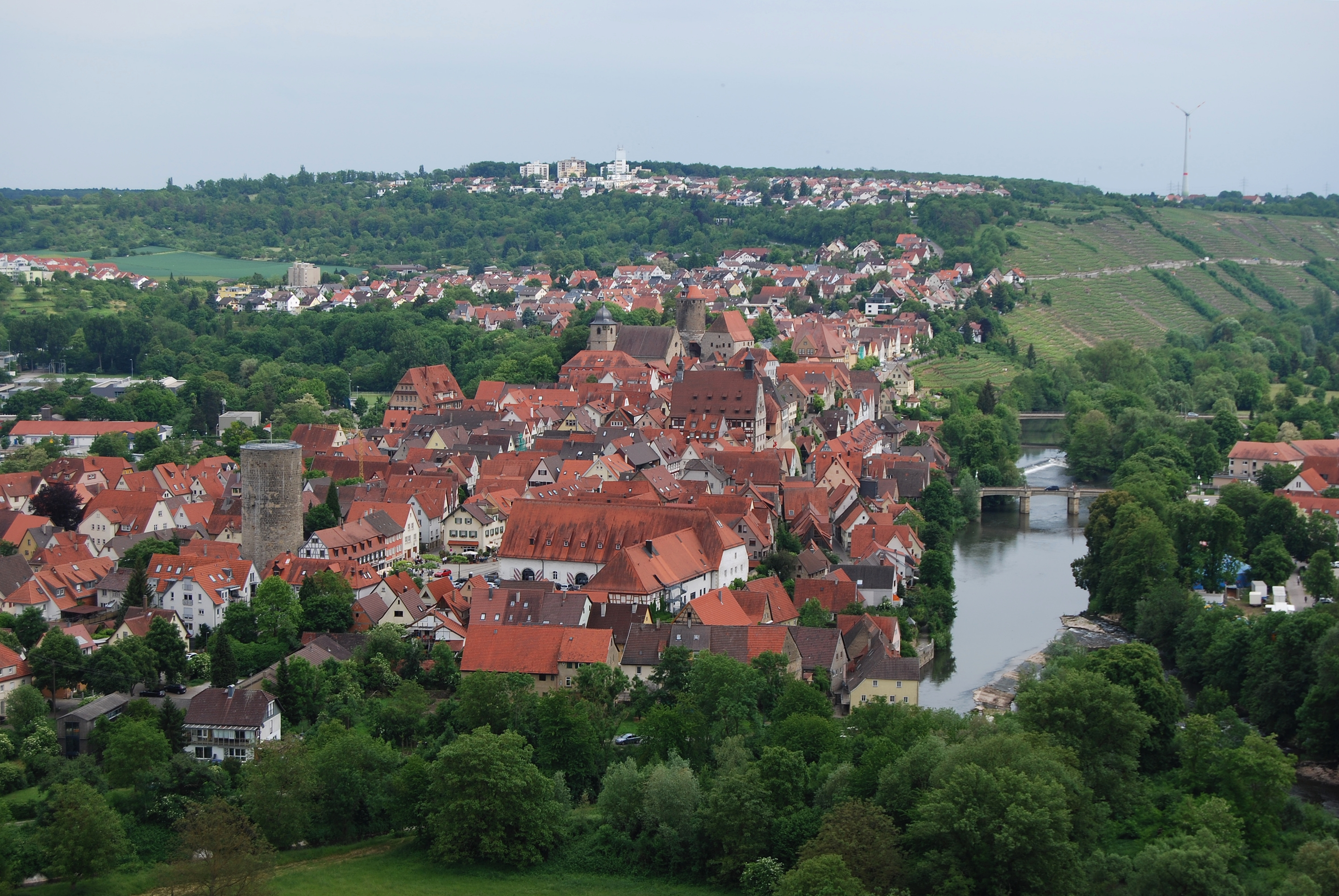
Gesamtansicht der Altstadt

Logo von Besigheim

Besigheim ist eine Kleinstadt im Landkreis Ludwigsburg etwa 25 km nördlich von Stuttgart und 15 km südlich von Heilbronn. Sie gehört zur Region Stuttgart (bis 1992 Region Mittlerer Neckar) und zur europäischen Metropolregion Stuttgart. Seit dem 18. Oktober 2005 ist Besigheim ein staatlich anerkannter Erholungsort.
Besigheim ist überregional vor allem durch seine mittelalterliche Altstadt mit zahlreichen Fachwerkhäusern bekannt.

## Geographie

### Geographische Lage
Besigheim liegt 13 Kilometer nördlich von Ludwigsburg am Zulauf der Enz (größter linker Nebenfluss) in den Neckar. Die Altstadt liegt auf dem lang gestreckten, steil abfallenden Mündungssporn und ist so auf drei Seiten von den beiden Flüssen umgeben.

### Stadtgliederung
Besigheim besteht aus der Kernstadt Besigheim und dem bereits früher zu Besigheim gehörenden Weiler Husarenhof im Süden. Am 1. September 1971 wurde die frühere Gemeinde Ottmarsheim eingemeindet, deren Gebiet als Exklave nordöstlich von Besigheim liegt mit dem Dorf Ottmarsheim als einzigem Ort.

### Nachbargemeinden
Um das hier zentral betrachtete Gemeindegebiet von Besigheim liegen fast alle zum Landkreis Ludwigsburg gehörenden Nachbargemeinden: Gemmrigheim im Norden, Neckarwestheim auch mit seinem Ortsteil Liebenstein im Nordosten, die genannte Ottmarsheimer Exklave Besigheims und Hessigheim im Osten, Ingersheim im Südosten, Mundelsheim im Südosten und Süden, die Stadt Bietigheim-Bissingen im Süden und Südwesten, Löchgau im Westen und Walheim im Nordwesten. Nur Neckarwestheim gehört verwaltungstechnisch zum nördlich benachbarten Landkreis Heilbronn.

### Flächenaufteilung
Nach Daten des Statistischen Landesamtes, Stand 2014.

### Raumplanung
Besigheim bildet zusammen mit der Nachbarstadt Bietigheim-Bissingen ein Mittelzentrum innerhalb der Region Stuttgart, deren Oberzentrum Stuttgart ist. Zum Mittelbereich des Mittelzentrums Bietigheim-Bissingen/Besigheim gehören die Städte und Gemeinden im Norden des Landkreises Ludwigsburg: Bönnigheim, Erligheim, Freudental, Gemmrigheim, Hessigheim, Ingersheim, Kirchheim am Neckar, Löchgau, Mundelsheim, Sachsenheim, Tamm und Walheim.
Die drei Städte Bönnigheim, Besigheim, und Bietigheim-Bissingen bilden in ihrer Außendarstellung ein gemeinsames 3B-Tourismusteam, das unter dem Kunstwort 3B-Land auch die Umgebung einbezieht.

## Geschichte

### Mittelalter

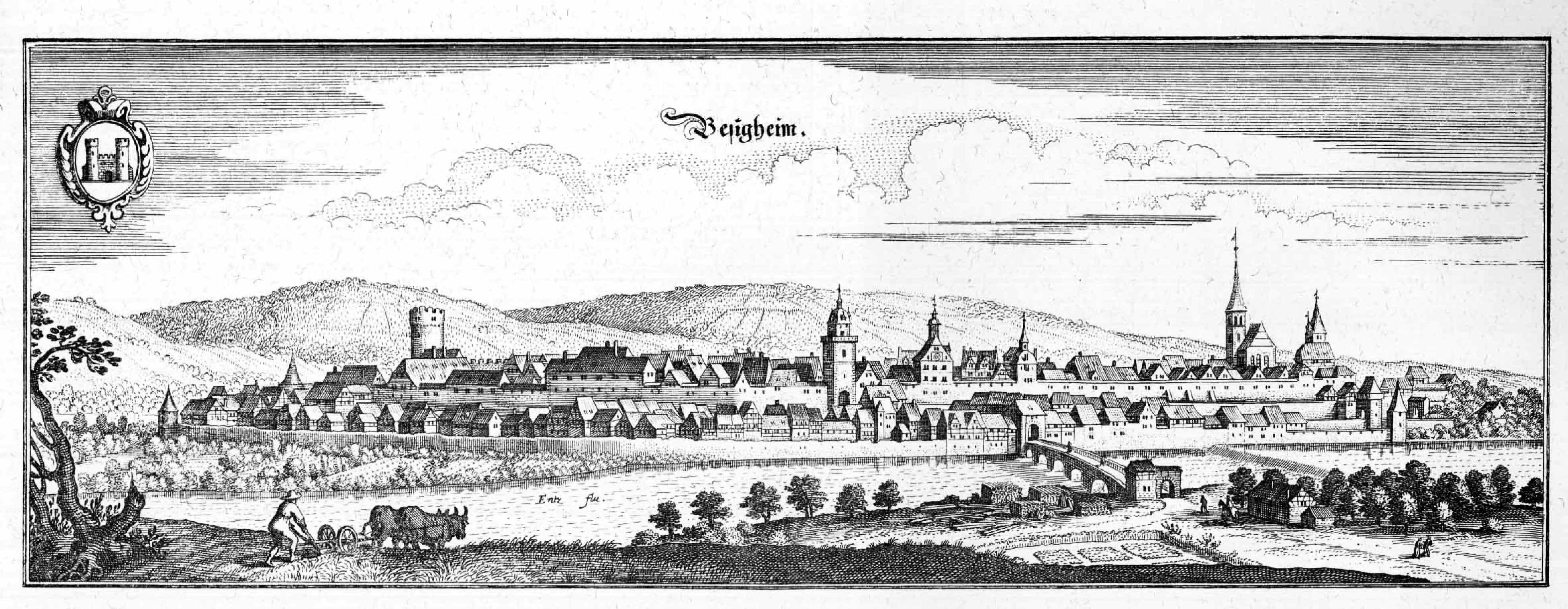
Besigheim um 1643. Kupferstich von Matthäus Merian

Erstmals urkundlich erwähnt wurde Besigheim im Jahre 1153 in einer Schenkungsurkunde, in der der Stauferkönig Friedrich I. Barbarossa die Schenkung der curtis Basincheim (Fronhof Besigheim) an den Markgrafen Hermann III. von Baden bezeugt.
Die Verleihung des Stadtrechts und der Ausbau der Stadtmauer mit Errichtung der Stadttürme wird auf um 1200 datiert. Der genaue Zeitpunkt der Verleihung des Stadtrechts war bereits im 16. Jahrhundert in Vergessenheit geraten, die Türme jedoch waren spätestens bis 1220 errichtet und mit dem Auftreten von herrschaftlich badischen Vögten ab 1231 und Schultheißen ab 1257 kann ein bereits bestehendes Stadtrecht vorausgesetzt werden. Der historische Siedlungskern liegt in der Unterstadt, die Oberstadt ist vermutlich beim Ausbau zur Stadt planmäßig angelegt worden. Als Herrensitze entstanden in der Oberstadt das Steinhaus und in der Unterstadt ein Schloss. Ein Rat der Stadt wurde erstmals im 15. Jahrhundert erwähnt.
Im Jahr 1463 wurde Besigheim von Baden an die Pfalzgrafen bei Rhein verpfändet, die die Stadt wiederum vorübergehend bis 1486 an Hans von Gemmingen unterverpfändeten. 1504 wurde die Stadt durch Herzog Ulrich von Württemberg im Rahmen des Vollzugs der kaiserlichen Acht gegen Pfalzgraf Ruprecht erobert, 1505 wurde Besigheim dann per Vertrag formell Ulrich zugesprochen.

### Frühe Neuzeit

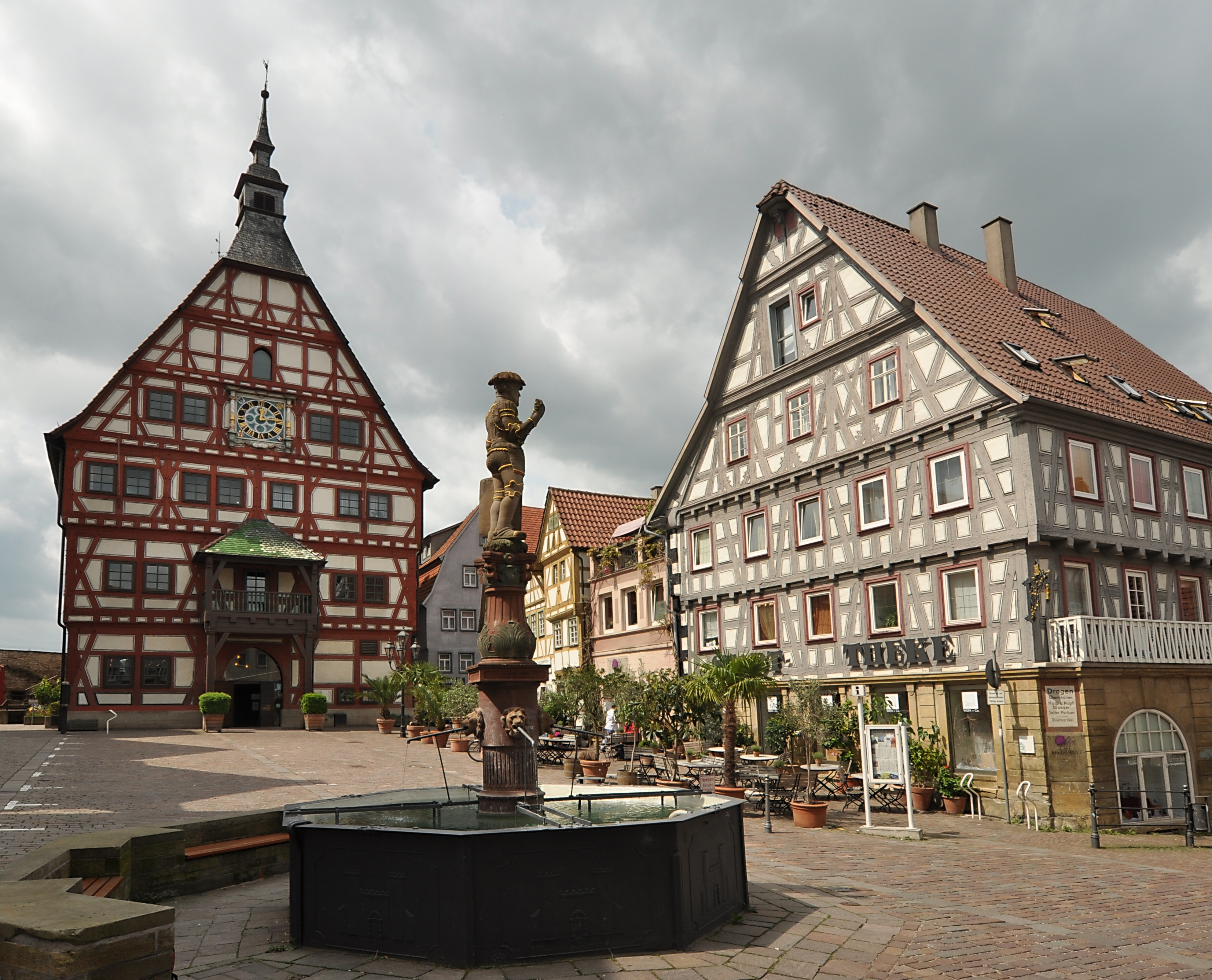
Marktplatz von Besigheim mit Rathaus

1520 fiel die Stadt an Habsburg, wie das gesamte Württemberg. Im Bauernkrieg wurde Besigheim 1525 von den aufständischen Bauern besetzt, ging 1529 wieder an Baden und 1595 durch Kauf endgültig an Württemberg.
Zu Beginn des 17. Jahrhunderts kam es in Besigheim zu mehreren Pest-Epidemien, denen von 1606 bis 1633 rund 500 Einwohner zum Opfer fielen. Nach Beginn des Dreißigjährigen Krieges wurden 1621 Schanzen aufgeworfen, jedoch kam es vorerst zu keinen bedeutenden Kampfhandlungen, sondern lediglich zu Einquartierungen und Durchzügen. Erst 1634 brach der Krieg über die Stadt herein, die bis 1648 mehrmals besetzt und geplündert wurde. Die Pest forderte außerdem in den Jahren 1634 bis 1648 weitere rund 1700 Opfer. Mehrere zum Amt Besigheim zählende Dörfer waren völlig entvölkert.
Im Pfälzischen Erbfolgekrieg wurde die Stadt zweimal 1688 und 1693 von französischen Truppen belagert, 1693 wurde dabei die untere Stadtburg mit Ausnahme des Turms zerstört. Auch im Spanischen Erbfolgekrieg (1700–1714) und im Österreichischen Erbfolgekrieg (1740–1748) kam es zu kriegerischen Handlungen in Besigheim und die Franzosen waren im Rahmen der napoleonischen Kriege zwischen 1793 und 1815 nochmals mehrfach in der Stadt.

### 19., 20. und 21. Jahrhundert
Im 1806 gegründeten Königreich Württemberg blieb Besigheim Oberamts- und 1822 Amtsgerichtsstadt. 1848 erfolgte mit dem Bau der Nordbahn der Anschluss an das Streckennetz der Königlich Württembergischen Staats-Eisenbahnen. Zwischen 1901 und 1902 wurde Besigheim elektrifiziert. Bis 1934 war die Stadt der Verwaltungssitz des Oberamtes Besigheim und von 1934 bis 1938 des Kreises Besigheim. Der Kreis Besigheim wurde 1938 während der NS-Zeit in Württemberg unter den Landkreisen Ludwigsburg und Heilbronn aufgeteilt. Die alte Oberamtsstadt Besigheim selbst gelangte somit zum Landkreis Ludwigsburg.
Gegen Ende des Zweiten Weltkriegs, im Jahr 1945, wurden insgesamt acht Brücken gesprengt.
1945 wurde Besigheim Teil der Amerikanischen Besatzungszone und gehörte somit zum neu gegründeten Land Württemberg-Baden, das 1952 im jetzigen Bundesland Baden-Württemberg aufging.
Bis 1988 sanierte man die Kirchstraße und bis 1991 stellte man die neue Umgehungsstraße B 27 mit Tunnel unter dem Altstadtkern fertig. 2007 sanierte man die Pfarrgasse und 2009 die Haupt- und Bügelestorstraße.
2009 wurde durch Nachforschungen anlässlich des Dresden-Besuchs von Barack Obama, dem damaligen US-Präsidenten, bekannt, dass Obama deutsche Wurzeln hat und sein 6. Urgroßvater, Johann Conrad Wölfflin, am 29. Januar 1729 in Besigheim geboren wurde. Wölfflin ist 1750 nach Amerika ausgewandert und hat dort seinen Nachnamen in Wolfley geändert.

### Geschichte des Stadtteils Ottmarsheim
siehe Hauptartikel Geschichte des Stadtteils Ottmarsheim

## Religionen
Laut der Volkszählung 2011 waren 44,2 % der Einwohner evangelisch, 21,7 % römisch-katholisch und 34,1 % waren konfessionslos, gehörten einer anderen Religionsgemeinschaft an oder machten keine Angabe. Die Zahl der Protestanten und Katholiken ist seitdem gesunken. Anfang 2020 (Stand 1. Januar) hatte Besigheim 12.835 Einwohner, 36,6 % (4.692) Protestanten, 19,6 % (2.518) Katholiken und 43,8 % (5.625) hatten entweder eine andere oder gar keine Religionszugehörigkeit.
Besigheim hat heute eine evangelische Kirchengemeinde. Die Stadt ist zudem Sitz des Kirchenbezirks Besigheim der Evangelischen Landeskirche in Württemberg und beherbergt eine Landeskirchliche Gemeinschaft. Auch eine römisch-katholische, eine evangelisch-methodistische und eine neuapostolische Gemeinde sowie die Zeugen Jehovas sind im Ort vertreten.

## Politik

### Gemeinderat
Seit der Gemeinderatswahl am 9. Juni 2024 mit einer Wahlbeteiligung von 66,3 % verteilen sich die 18 Mitglieder (± 0) des Gemeinderats folgendermaßen auf die einzelnen Gruppierungen:
| Parteien und Wählergemeinschaften | Parteien und Wählergemeinschaften           | Sitze 2024 |    | Sitze 2019 | Sitze 2014 |
| CDU                               | Christlich Demokratische Union Deutschlands | 5          | 4  | 6          |            |
| SPD                               | Sozialdemokratische Partei Deutschlands     | 3          | 2  | 3          |            |
| FDP                               | Freie Demokratische Partei                  | 1          | 1  | 1          |            |
| BMU                               | Bündnis Mensch und Umwelt                   | 4          | 5  | 4          |            |
| FWV                               | Freie Wähler Besigheim e. V.                | 4          | 3  | 4          |            |
| SIP                               | Stadtimpulse                                | 1          | –  | –          |            |
| WIR                               | WIR Besigheimer Bürger                      | –          | 3  | –          |            |
| Gesamt                            | Gesamt                                      | 18         | 18 | 18         |            |

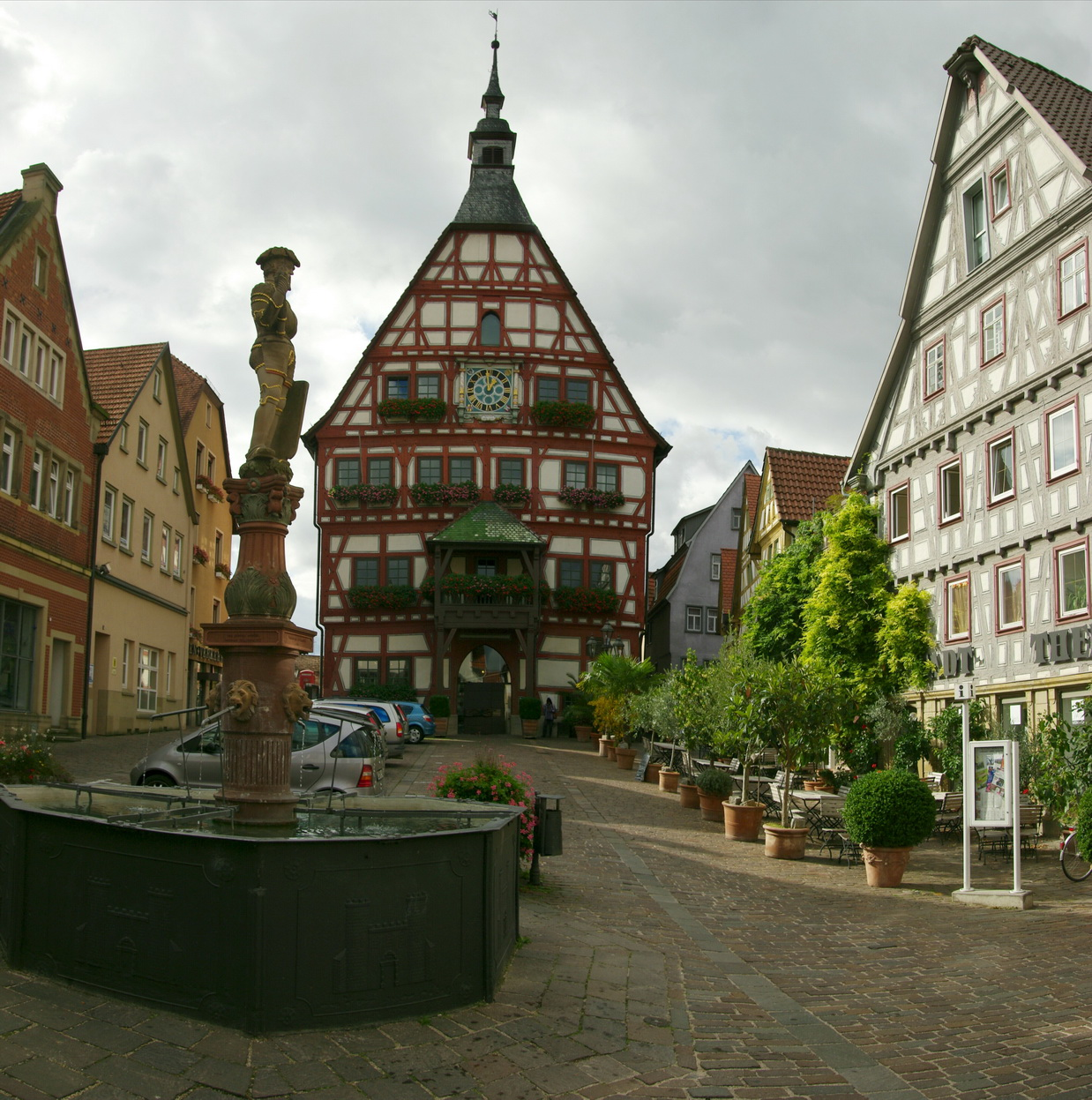
Marktplatz mit Rathaus

Weiteres Mitglied des Gemeinderates und dessen Vorsitzender ist der Bürgermeister.

### Bürgermeister
Der Bürgermeister ist gemäß der baden-württembergischen Gemeindeordnung Vorsitzender des Gemeinderats und Leiter der Gemeindeverwaltung. Er ist hauptamtlicher Beamter auf Zeit und wird von den wahlberechtigten Besigheimer Bürgern direkt für eine Amtszeit von acht Jahren gewählt. 1930 änderte die württembergische Gemeindeordnung die Amtsbezeichnung Schultheiß in Bürgermeister.
Bürgermeister ist seit dem 1. April 2024 Florian Bargmann. Er wurde am 21. Januar 2024 mit 61,9 Prozent der Stimmen gewählt.
Die seit 1819 amtierenden Schultheißen bzw. Bürgermeister waren:
| - 1819–1823: Johann Christian Irion - 1823–1844: August Speidel - 1845–1863: Hermann Hölder - 1863–1895: Karl Hermann Jung - 1896–1924: Adolf Köhler - 1924–1934: Emil Hayer | - 1934–1945: Karl Fuchs - 1945–1948: Gottlob Heim - 1948–1971: Eberhard Frohnmayer - 1971–1992: Werner Grau - 1992–2024: Steffen Bühler (CDU) - seit 2024: Florian Bargmann |

### Wappen und Flagge
Die Blasonierung des Wappens lautet: „In Rot eine zweitürmige silberne Burg mit neun Zinnen und Tor auf grünem Hügel.“
Die Besigheimer Stadtfarben sind Weiß-Rot.
Der Hügel stellt den Bergsporn zwischen Neckar und Enz dar, auf dem sich die Altstadt von Besigheim befindet. Die rote Farbe symbolisiert den Wein.

### Städtepartnerschaften
- Ay in Frankreich, seit 1966; traditionell besuchen sehr viele Besigheimer die französische Partnerstadt während des Weinfestes „Fete Henry IV“
- Newton Abbot in England, seit 1979
- Bátaszék in Ungarn, seit 1992

## Wirtschaft und Infrastruktur

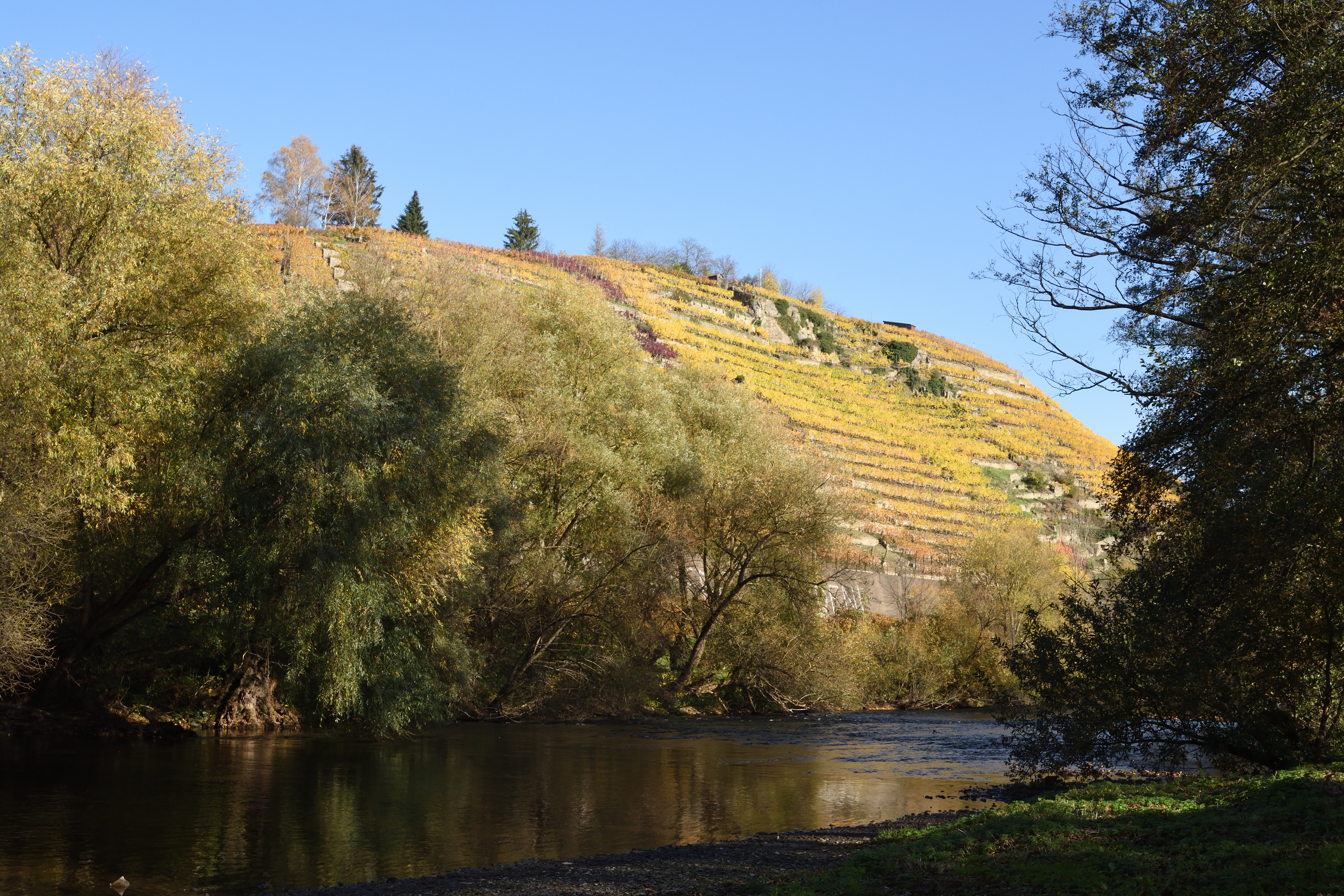
Weinbau in Steillage an der Enz

### Weinbau
Besigheim ist ein Weinbauort, dessen Lagen zur Großlage Schalkstein des Bereichs Württembergisch Unterland im Weinbaugebiet Württemberg gehören. Der bekannteste und größte Weinbaubetrieb ist die genossenschaftlich organisierte Felsengartenkellerei Besigheim mit einem Jahresumsatz von mehr als 20 Millionen Euro und einem Absatz von mehr 6,6 Millionen Litern Wein und Sekt im Jahr 2015. Eine Reihe von Familienbetrieben betreiben den Weinbau in Eigenunternehmung. Besigheim liegt an der Württemberger Weinstraße, die durch alle württembergische Weinregionen an vielen Sehenswürdigkeiten vorbeiführt.

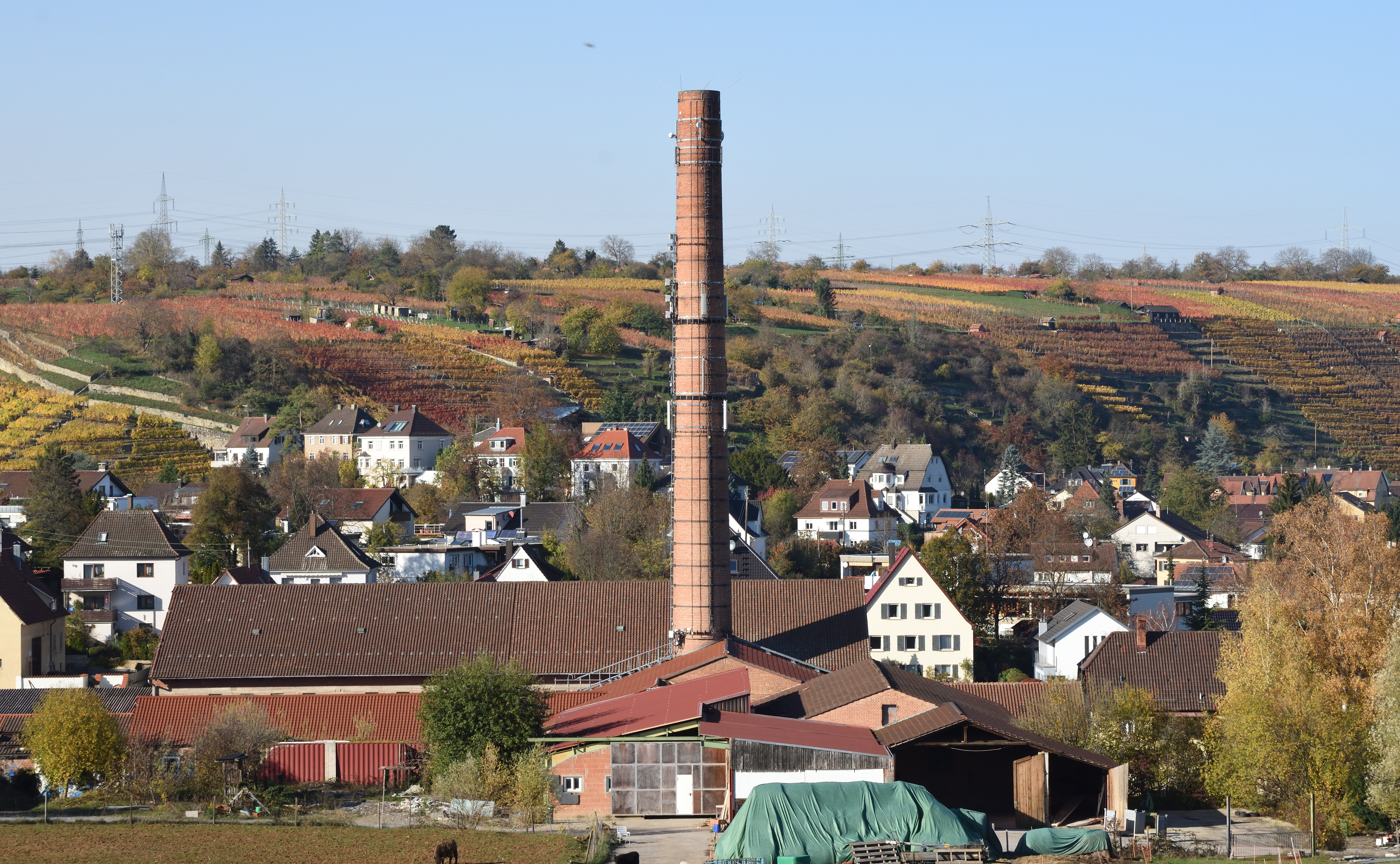
Ehemaliges Ziegelwerk

### Ansässige Unternehmen
Größere ansässige Unternehmen sind:
- CERATIZIT Besigheim GmbH, vormals KOMET GROUP, Werkzeughersteller
- Müller – Die lila Logistik, Spedition
- Şişecam Automotive, Zulieferer der Automobilindustrie (Das Unternehmen Richard Fritz wurde 2013 von Şişecam übernommen und 2021 zu Şişecam Automotive umfirmiert)
- Heinkel Process Technology, Zentrifugen
- Sun Chemical (bis 30. Juni 2021: BASF Pigment GmbH), Chemische Industrie
- Schweiker Gruppe, Hersteller von Fenstern und Türen im Stadtteil Ottmarsheim
- Das 1898 gegründete Ziegelwerk stellte 2002 die Produktion ein.[17] 2019 wurde das Gelände an die Wohnbaufirma Layher verkauft und 2021 abgerissen.[18]

### Verkehr
Die Bundesstraße 27 verläuft durch Besigheim. Seit 1991 wird der Durchgangsverkehr mit einem 178 m langen Tunnel unter der Altstadt hindurchgeleitet.
Der Ort verfügt über einen Bahnhof an der Frankenbahn (Stuttgart–Würzburg). Besigheim wird stündlich durch den MEX 18 an Osterburken, Heilbronn, Stuttgart, Esslingen, Reutlingen und Tübingen angebunden. Der MEX 12 verdichtet das Angebot von Tübingen bis Heilbronn auf einen annähernden Halbstundentakt.

An Tagesrandlage halten auch Züge des RE 8 Stuttgart–Würzburg in Besigheim.
Durch eine Alltagsroute aus dem Radnetz Baden-Württemberg ist Besigheim mit Bietigheim-Bissingen und in der anderen Richtung über Walheim, Kirchheim am Neckar und Lauffen am Neckar mit Heilbronn verbunden.
Durch Besigheim führt der Neckartal-Radweg, der als Landes-Radfernweg von Villingen-Schwenningen nach Mannheim führt. 
Der internationale Flughafen Stuttgart befindet sich im etwa 50 km entfernten Leinfelden-Echterdingen.

### Gericht
In Besigheim sitzt ein Amtsgericht des Landgerichtsbezirks Heilbronn im Oberlandesgerichtsbezirk Stuttgart.

### Bildungseinrichtungen
Mit dem Christoph-Schrempf-Gymnasium, der Maximilian-Lutz-Realschule, der Friedrich-Schelling-Schule (Grund- und Gemeinschaftsschule), der in Ottmarsheim gelegenen Kreuzäcker-Grundschule und der Schule am Steinhaus (Förderschule) verfügt Besigheim über ein breites Schulangebot. Außerdem gibt es neun Kindergärten und eine städtische Musikschule, die im Steinhaus ihren Sitz hat.

### Freizeit- und Sportanlagen
- Mineralfreibad
- Skatepark
- Sportschützenverein mit moderner Raumschießanlage[21]
- öffentliche Wohnmobilstellplätze

### Ver- und Entsorgung

#### Stromversorgung

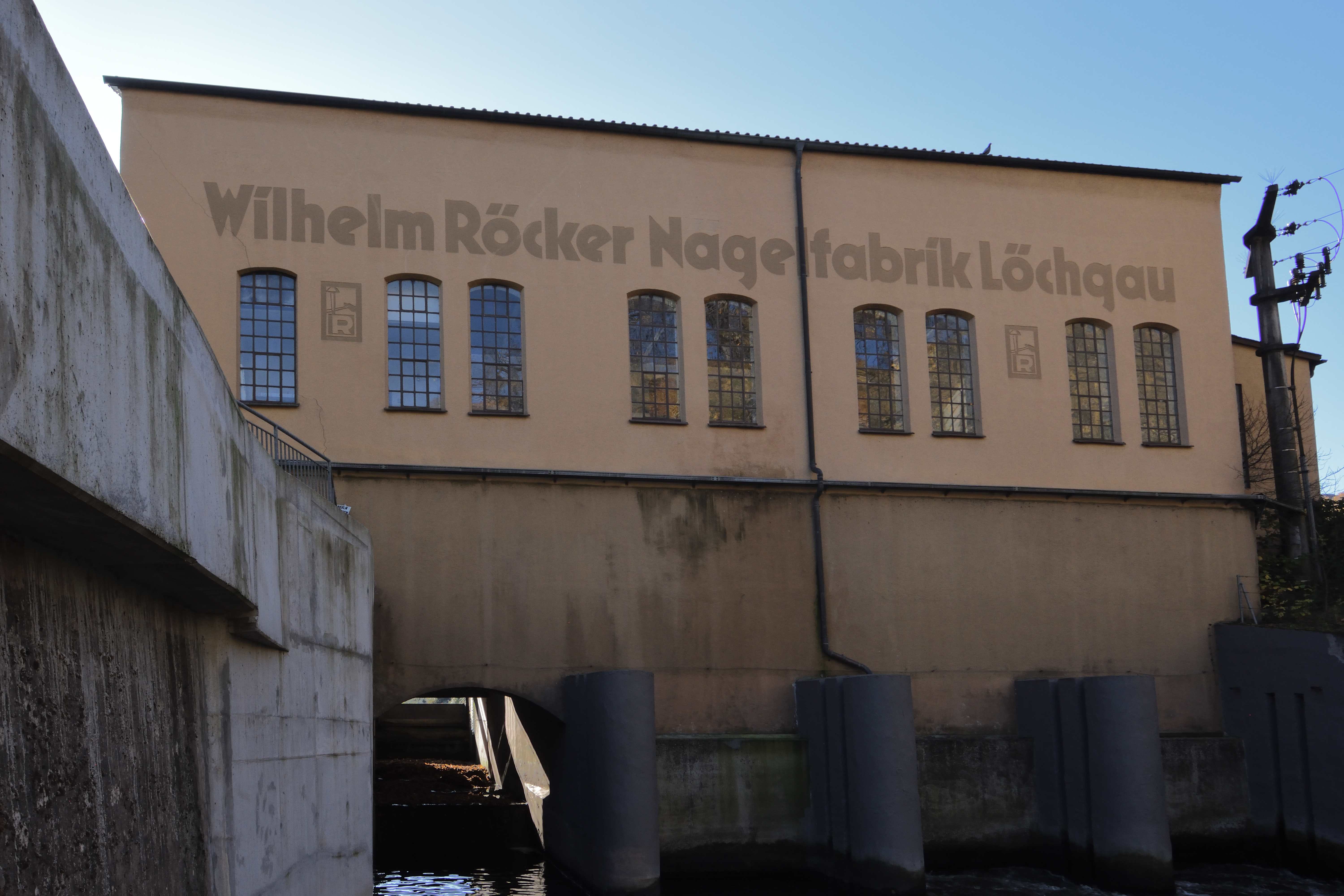
Wasserkraftwerk an der Enz

Mit dem Bau des Enzkraftwerks Besigheim in den Jahren 1901/02 erhielt die Stadt Strom und elektrisches Licht. Die Stromversorgung wurde von der Wilhelm Röcker GmbH & Co. KG betrieben. Der Eigentümer verkaufte das Elektrizitätswerk Besigheim 1997 an die Neckarwerke Elektrizitätsversorgungs-AG, Esslingen. Heute wird das Stromnetz vom Nachfolgeunternehmen Netze BW GmbH (ein Unternehmen der EnBW Energie Baden-Württemberg AG) betrieben.

#### Gasversorgung
Die Erdgasversorgung wurde 1985 in der Kernstadt und 1989 im Stadtteil Ottmarsheim von den Technischen Werken der Stadt Stuttgart AG errichtet. Heute wird das Erdgasnetz vom Nachfolgeunternehmen Netze BW GmbH (ein Unternehmen der EnBW Energie Baden-Württemberg AG) betrieben.

#### Wasserversorgung
Die zentrale Wasserversorgung wurde 1897 aufgebaut. Heute besteht die Wasserversorgung aus drei Versorgungszonen. Trinkwasser von der Bodensee-Wasserversorgung erhalten die Bereiche Schimmelfeld, Bülzen, Ingersheimer Feld, Husarenhof und Ottmarsheim. Die Besigheimer Wasserversorgungsgruppe beliefert die Weststadt sowie Neusatz, Schäuber und Löchgauer Feld. Mischwasser (Eigenwasser aus der Neckarhäldenquelle gemischt mit Bodenseewasser) wird in der Kernstadt sowie im Wörth verteilt.

#### Abwasserentsorgung
Die Kläranlage für die Kernstadt Besigheim wurde 1958 errichtet. Die Abwässer im Stadtteil Ottmarsheim werden in das Klärwerk in Neckarwestheim entsorgt.

#### Abfallentsorgung
Die Abfallentsorgung wird von der Abfallverwertungsgesellschaft des Landkreises Ludwigsburg mbH (AVL) übernommen, einer 100%igen Tochtergesellschaft des Landkreises Ludwigsburg. Die AVL ist beauftragt, die Aufgaben zur Vermeidung, Verwertung und Beseitigung von Abfällen im Auftrag des Landkreises Ludwigsburg zu erfüllen.

## Kultur und Sehenswürdigkeiten

### Altstadt und Marktplatz

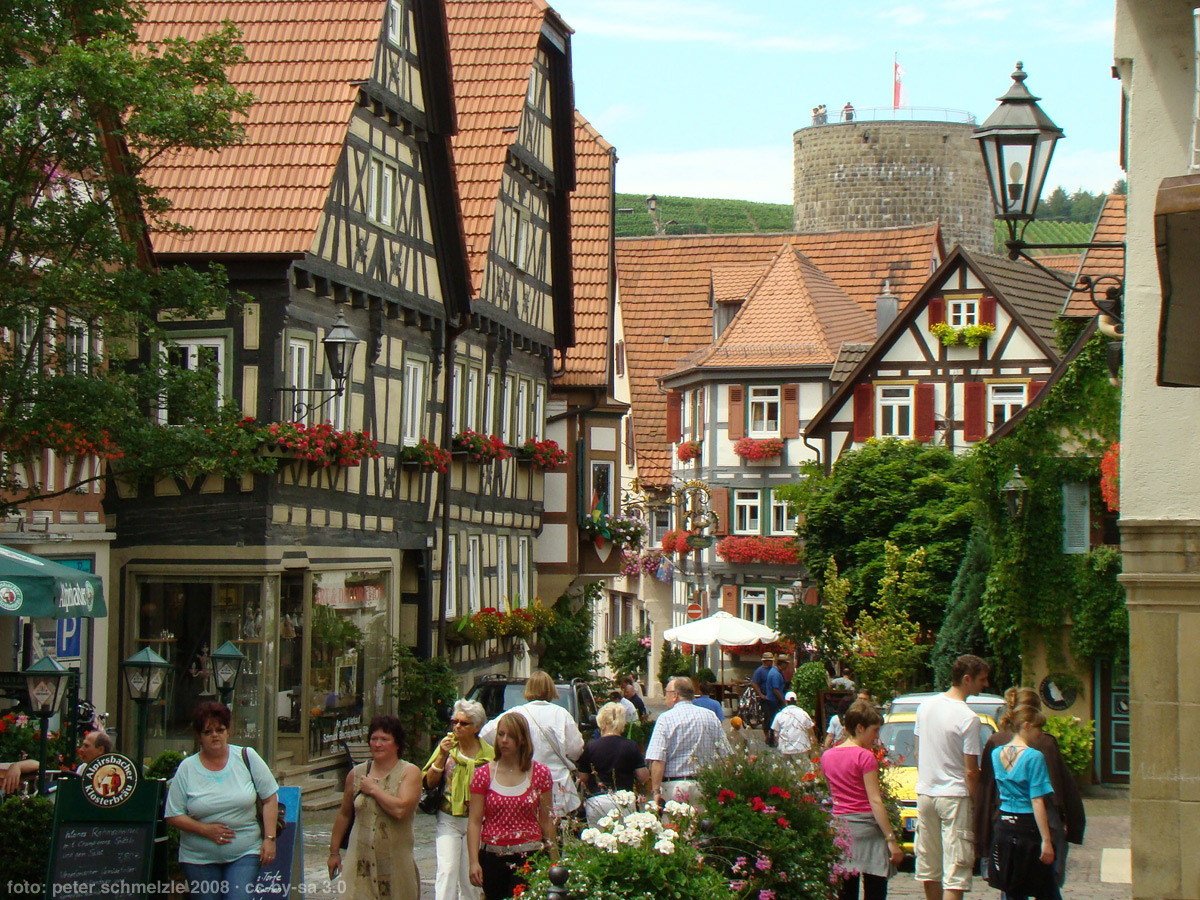
Blick in die Kirchstraße in Richtung Waldhornturm

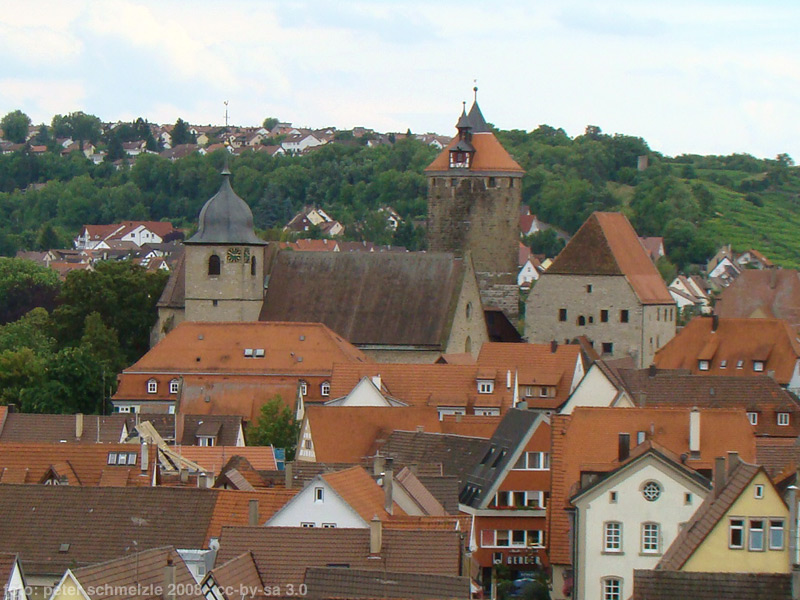
Blick über die Altstadt zu Stadtkirche und Schochenturm

Besigheim bietet eines der am besten erhaltenen mittelalterlichen Stadtbilder in Süddeutschland. Die hohen Stadtmauern wurden 1805 zwar auf die halbe Höhe abgetragen, es wurden Tortürme entfernt und Durchbrüche angelegt. Dennoch sind sie in ihrer Struktur fast vollständig erhalten.
Von der 1693 zerstörten und 1750 abgerissenen unteren Burg ist der mächtige Waldhornturm erhalten. Der 29 m hohe Turm kann als Aussichtsturm bestiegen werden.
Den Gegenpol zu dieser Anlage bildet die obere Burg. Ihr Hauptturm, der 1220 errichtete, nach einem Turmwächter namens Schoch benannte Schochenturm, ist mit 36 m etwas höher als der Waldhornturm. Oben befindet sich eine Turmwärterwohnung. Das daneben stehende Steinhaus mit seinem imposanten, abweisend wirkenden Giebel ist über den Bogen des Stadttors mit dem Turm verbunden. Es ist der ehemalige Palas der Burg.
Die gotische Evangelische Stadtkirche befindet sich direkt neben dem Schochenturm. Vermutlich gab es an gleicher Stelle zuvor eine romanische Stadtkapelle, 1279 wurde erstmals urkundlich eine Kirche in Besigheim erwähnt, die spätestens 1484 dem Heiligen Cyriacus geweiht wurde. Besonderes Schmuckstück der vielfach renovierten und umgebauten Kirche ist der aus Lindenholz geschnitzte Hochaltar, eines der größten und künstlerisch bedeutendsten Werke dieser Art überhaupt. Er wurde zwischen 1520 und 1529 aufgestellt und hat die Zerstörungen durch die Franzosen 1693 überdauert. – Für die Kenntnis des mit Johann Valentin Andreae in Verbindung stehenden Bietigheimer Malers Conrad Rotenburger (1579–1633) ist auch dessen 1611 gefertigtes Epitaph für die Familie des badischen Stiftsschaffners Mathias Henßler in der Besigheimer Stadtkirche bemerkenswert.
Vor dem Steinhaus steht seit 2011 eine Stauferstele, die daran erinnert, dass der spätere Staufer-Kaiser Friedrich I. Barbarossa im Jahre 1153 dem Markgrafen Hermann III. von Baden den Herrenhof Besigheim schenkte. Dieser war die Keimzelle für die Stadt Besigheim. Die Markgrafen von Baden waren treue Gefolgsleute der Staufer. Friedrich von Baden-Österreich wurde im Jahr 1268 zusammen mit Konradin, dem letzten Staufer, in Neapel hingerichtet.
Als Hauptachse der Stadt führt von der unteren Burg die Kirchstraße zur oberen Burg. Die Fachwerkhäuser entlang dieser Achse, im unteren Bereich eher einfach gestaltet, nehmen nach oben, bis zum Marktplatz hin, an Reichtum der Ausgestaltung zu. Verzierungen aus dem 16. und 17. Jahrhundert schmücken das Fachwerk. Das Haus Nr. 24 ist durch plastische Renaissancemalereien, die nach historischem Vorbild rekonstruiert wurden, geschmückt.
Im Zentrum steht der Marktplatz mit dem Rathaus von 1459. Im Erdgeschoss dieses Rathauses sind römische Reliefplatten mit Szenen aus dem Mithras-Kult eingemauert. Aus der Renaissancezeit stammen Wandmalereien im Inneren, aus der Barockzeit die Stuckdecken, und aus dem 19. Jahrhundert die Rathausuhr und der Vorbau. Der alemannische Marktbrunnen mit dem Schildhalter, der das badische Wappen zeigt, erinnert an die badische Zeit.

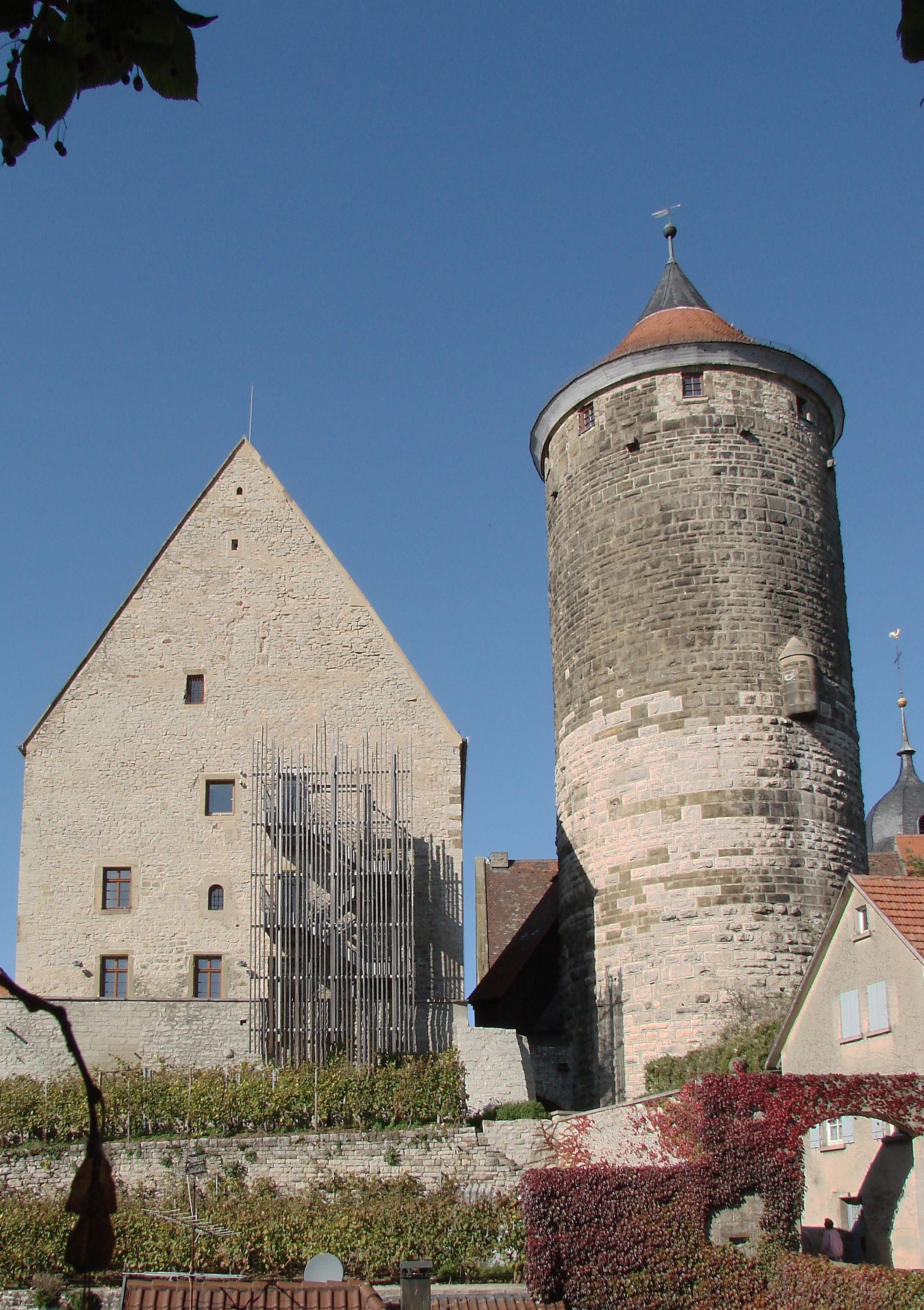
Oberes Stadttor mit Schochenturm und Steinhaus (Blick von außerhalb der Stadtmauer)
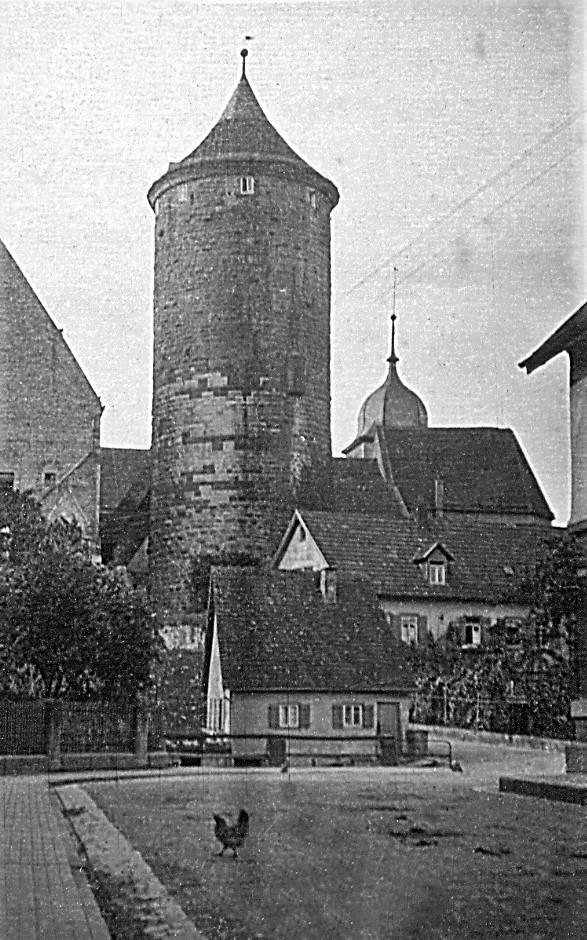
Oberes Stadttor mit Schochenturm und Steinhaus. Foto 1926
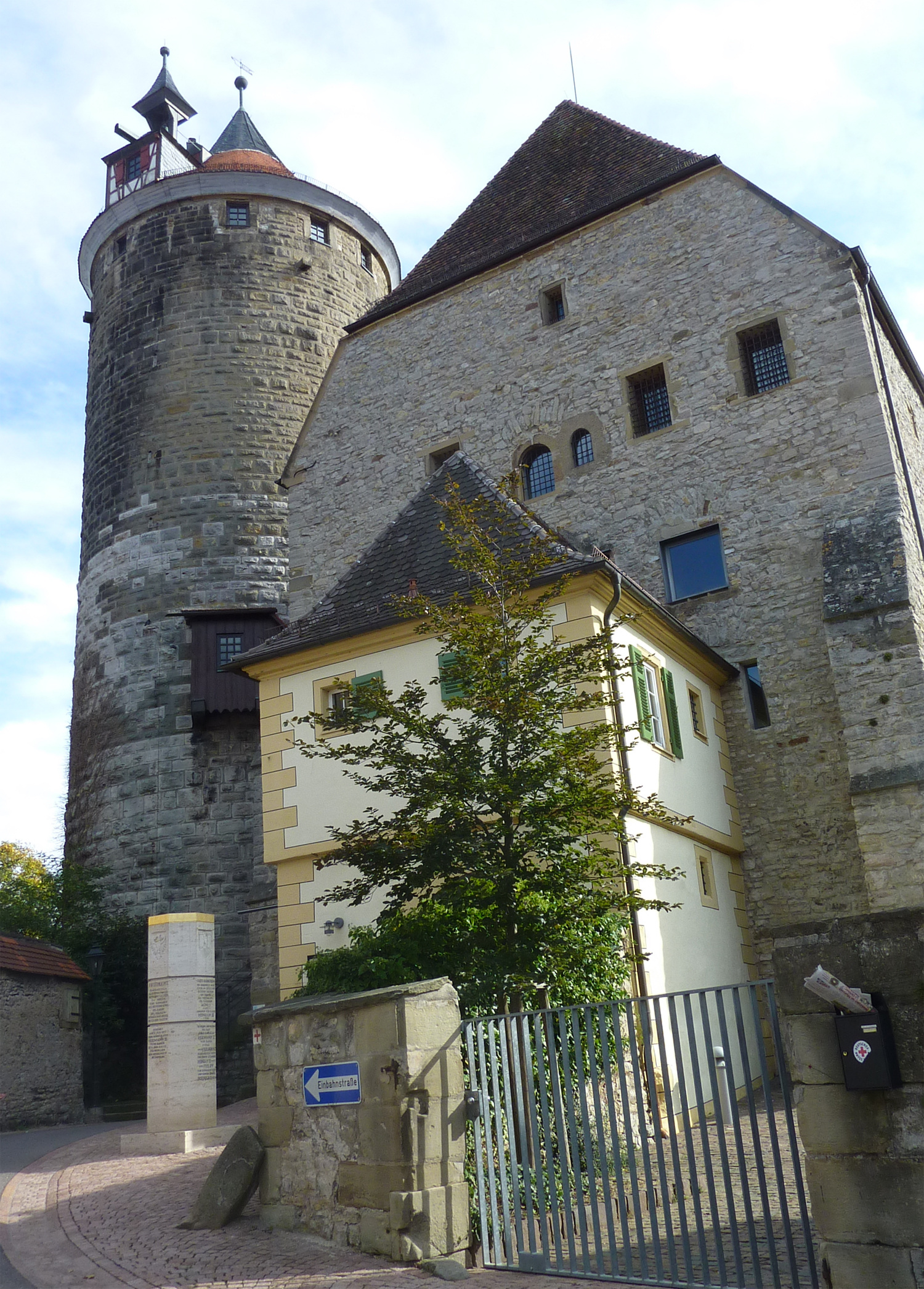
Schochenturm, Steinhaus und die 2011 eingeweihte Stauferstele
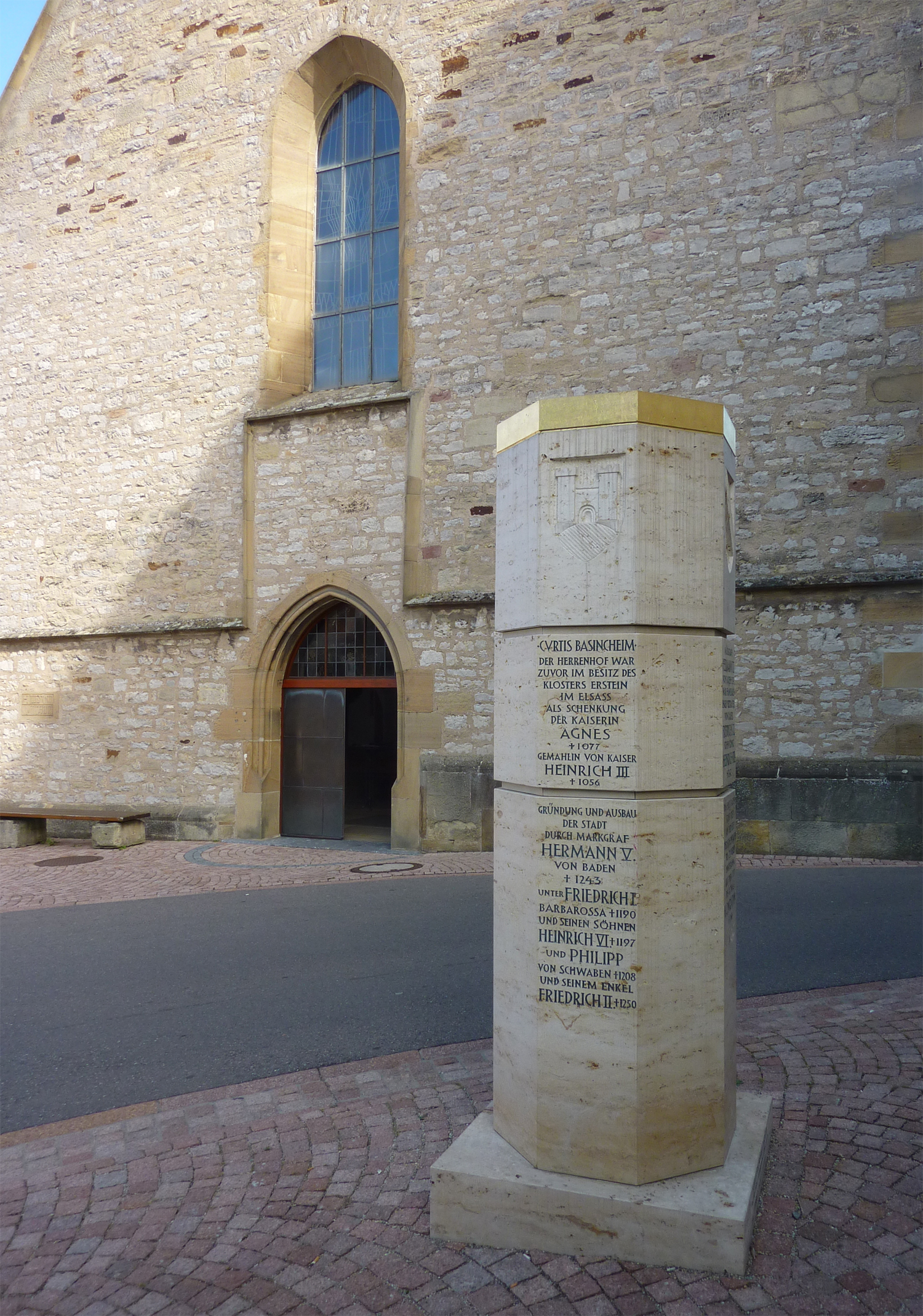
Stauferstele, im Hintergrund die Westseite der Evangelischen Stadtkirche
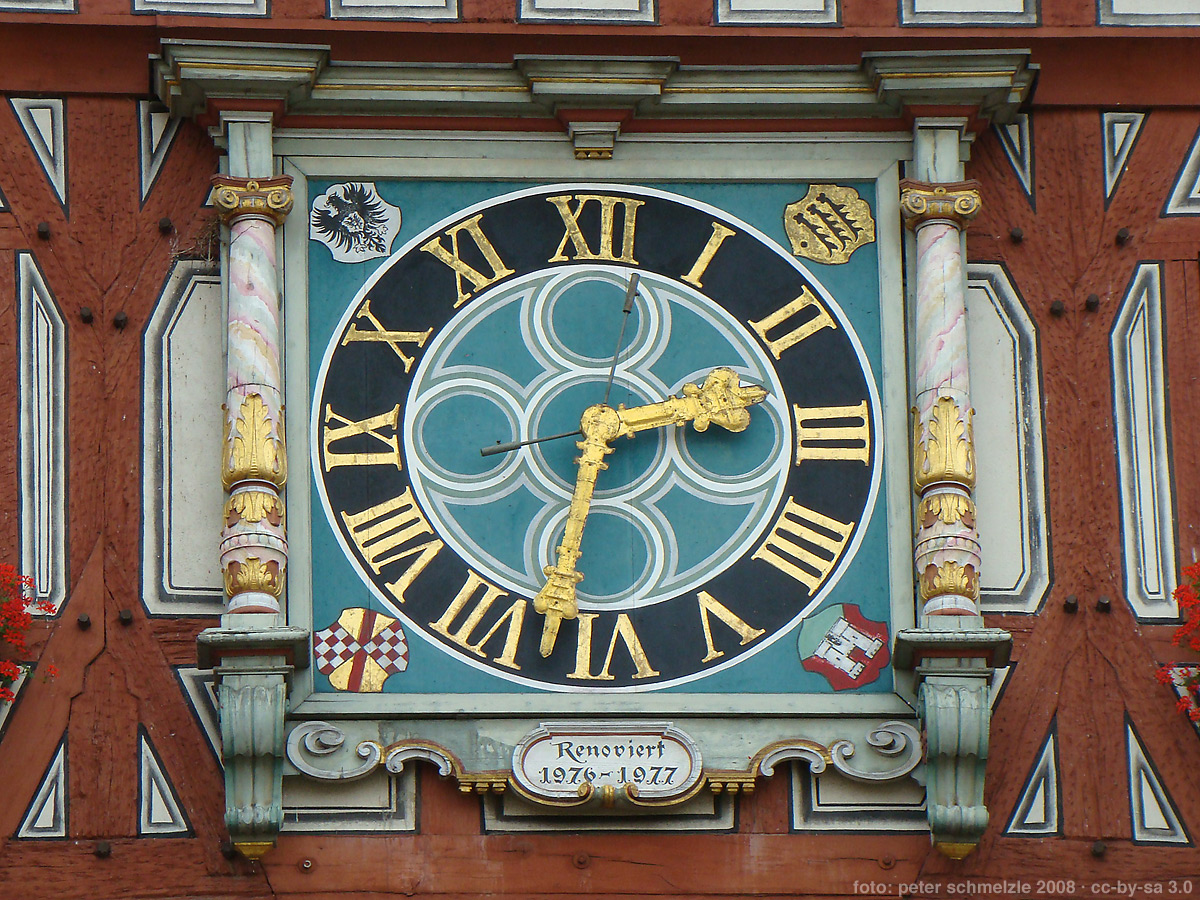
Marktplatz: Rathausuhr
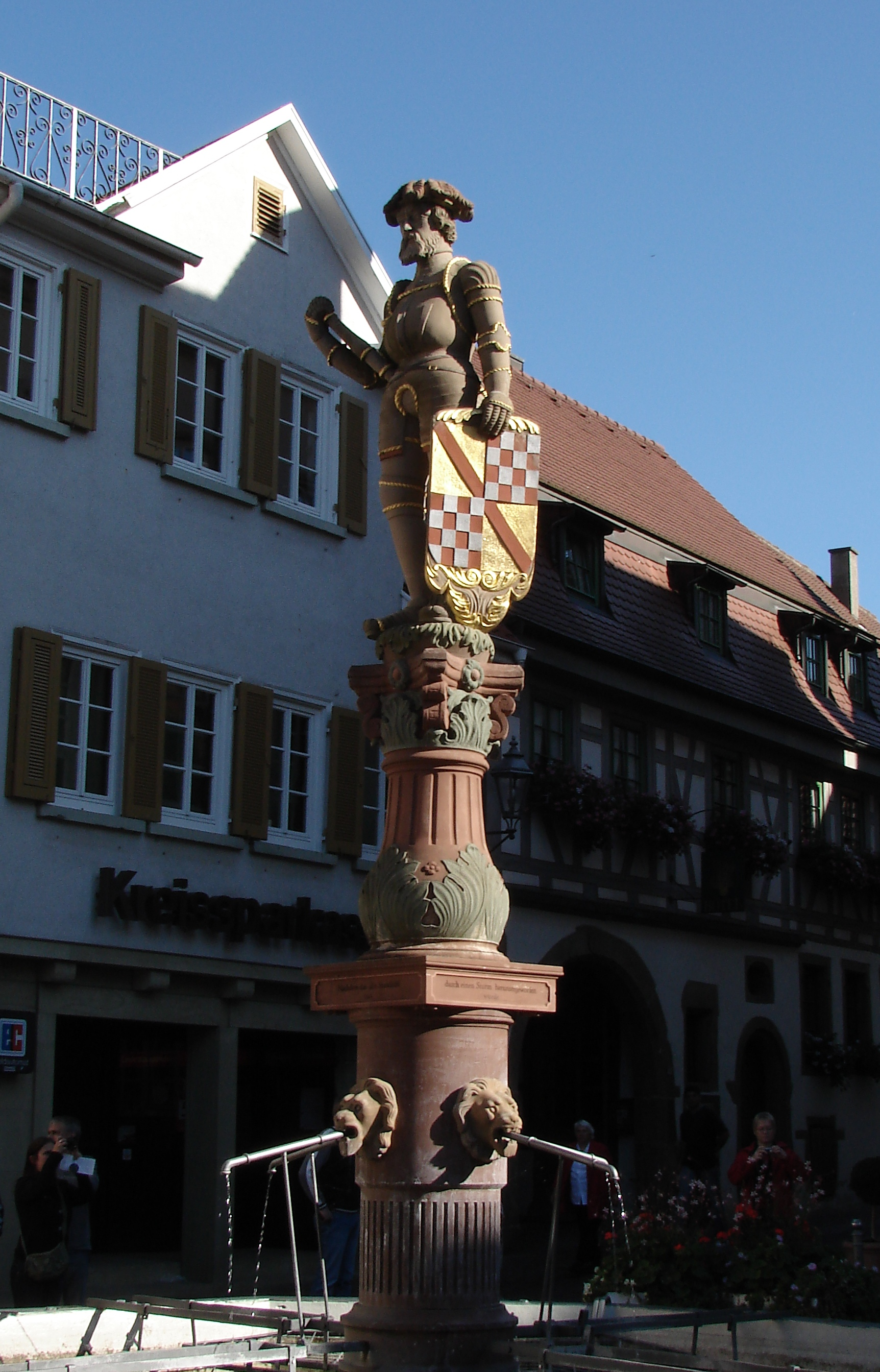
Marktplatz: Brunnenfigur mit badischem Wappen

### Weitere bemerkenswerte Gebäude
- Zur Neckarseite hin dominiert das ehemalige Oberamtsgebäude von 1908 das Stadtbild. Ein weiteres herausragendes Gebäude zu dieser Seite hin ist die Stadtschreiberei von 1686, ein hohes Gebäude mit Zierfachwerk.
- Der Fruchtkasten, gleichzeitig als Kelter genutzt, gehörte zu den Wirtschaftsgebäuden der unteren Burg und wird heutzutage für Veranstaltungen genutzt, insbesondere für das alle zwei Jahre stattfindende Winzerfest.
- Das Amtsgericht, neben dem Rathaus an der Stadtmauer gelegen, beherrscht gemeinsam mit ihm die Enzseite der Stadt. Auf dem Rundbogentor ist das Gebäude mit 1685 datiert, ein Wappenstein im Inneren weist auf größere Umbauten im Jahr 1783 hin. Im Inneren enthält der Bau noch mittelalterliche Gebäudereste.
- In der Nähe der Kirche sind eine Reihe von ehemaligen Pfründ- und Amtshäusern in sehr gutem Zustand erhalten, beispielsweise das Dekanat von 1774 (Pfarrgasse 3) oder das Wohnhaus Pfarrgasse 10. Bemerkenswerte Beispiele von Ackerbürgerhäusern sind die Bauten Pfarrgasse 14 und Türkengasse 10.
- Direkt unterhalb der Kirche stehen die Gebäude der ehemaligen Lateinschule, die heute als Sonderschule genutzt werden. Das größere der beiden Häuser mit seinem Mansardwalmdach stammt aus dem 18. Jahrhundert.
- Das Gebäude der Stadtapotheke am Marktplatz entstand 1628 durch den Umbau von zwei Gebäuden zu einem großen Geschäftshaus. Als Apotheke wurde das Gebäude 1661 eingerichtet.

### Besigheimer Skulpturenpfad
Zum 850-jährigen Bestehen Besigheims entstand 2003 der Besigheimer Skulpturenpfad. Er führt vom Bahnhof über die Enz und den historischen Stadtkern bis zum Wasserkraftwerk am Neckar.

### Stolpersteine
Auf Initiative der Künstlerin Margit Stäbler-Nicolai werden auch in Besigheim seit 2010 Stolpersteine für Opfer des Nationalsozialismus durch Gunter Demnig verlegt. Bis zum Juli 2019 wurden insgesamt acht Steine im Stadtgebiet gesetzt, davon fünf in der historischen Altstadt. Sie erinnern an Menschen, die ihren letzten frei gewählten Wohnsitz in Besigheim hatten und 1940 im Rahmen der Euthanasie-Aktion T4 in der Tötungsanstalt Grafeneck von den Nationalsozialisten ermordet wurden.

### Mittelalterliche Badstube in der Vorstadt
Im Rahmen von Stadtführungen ist seit 2005 die 1995 wiederentdeckte, nach archäologischen Grabungen restaurierte Badstube im Haus Vorstadt 3 wieder zugänglich. Im Besigheimer Häuserbuch erstmals 1463 erwähnt, wurde sie als Bannbadstube betrieben, in der die Besigheimer und Walheimer Bürger baden mussten, bis 1654 der Badebetrieb eingestellt wurde.
Das Bannrecht sicherte dem Anbieter von Dienstleistungen (in der Regel dem Grundherrn) die Monopolstellung: In Besigheim pachtete der Bader die Badstube für einen jährlichen Zins und verpflichtete sich, seine Dienstleistungen bereitzustellen. Um das Einkommen des Baders zu sichern, waren die Einwohner verpflichtet, die örtliche Badstube aufzusuchen, andernorts baden zu gehen war ihnen verboten. Eine ähnliche, durch die Herrschaft gesicherte Monopolstellung genossen beispielsweise Bannkeltern sowie Bannmühlen.

### Außerhalb der Stadtmauer
Charakteristisch für die Stadt am Fluss sind die Streichwehre von 1755 in der Enz. Direkt am Stauwehr Besigheim befindet sich ein ehemaliges Mühlengebäude, eine weitere historisch Mühle ist die ehemalige Schellenmühle von 1572 in der Vorstadt 72 direkt unterhalb der Stadtmauer. Am Neckar staut eines der 27 Stauwerke mit Schleusen den Fluss oberhalb der Enzmündung.
Auf der ehemaligen Stadtbefestigung am Ochsengraben oberhalb der Enz befindet sich auf einem Turmstumpf ein reizvolles sechseckiges barockes Häuschen, der Pfeiffersche Pavillon.
Etwas oberhalb der Stadt befindet sich ein mittelalterlicher Wachtturm, der Wartturm (Namensgeber für die nahegelegene Wartturmsiedlung), zuweilen auch Mehlsack genannt. In Sichtverbindung mit dem Schochenturm stehend, diente er der Überwachung des Zugangs von der verwundbarsten Seite, der Ingersheimer Höhe, so dass die Stadt gewarnt werden konnte, wenn aus dieser Richtung Feinde nahten.
Der Husarenhof auf der Höhe Richtung Ingersheim wurde 1735–1738 von Besigheimer Bürgern gegründet; benannt wurde er nach einem an diesem Unternehmen beteiligten Husaren.

### Kultur und Sehenswürdigkeiten im Stadtteil Ottmarsheim
siehe Hauptartikel Kultur und Sehenswürdigkeiten im Stadtteil Ottmarsheim
- Rathaus
- Pfarrkirche St. Hippolyt mit ummauertem Kirchhof
- Pfarrhaus
- Alte Schule
- Backhaus
- Laufbrunnen (Adlerstraße, Besigheimer Straße und Gartenstraße)
- Pumpbrunnen (Ilsfelder Straße und Kirchberg)
- Gasthaus „Rose“
- Ehemaliger Farrenstall
- Talbach
- Kinderschule

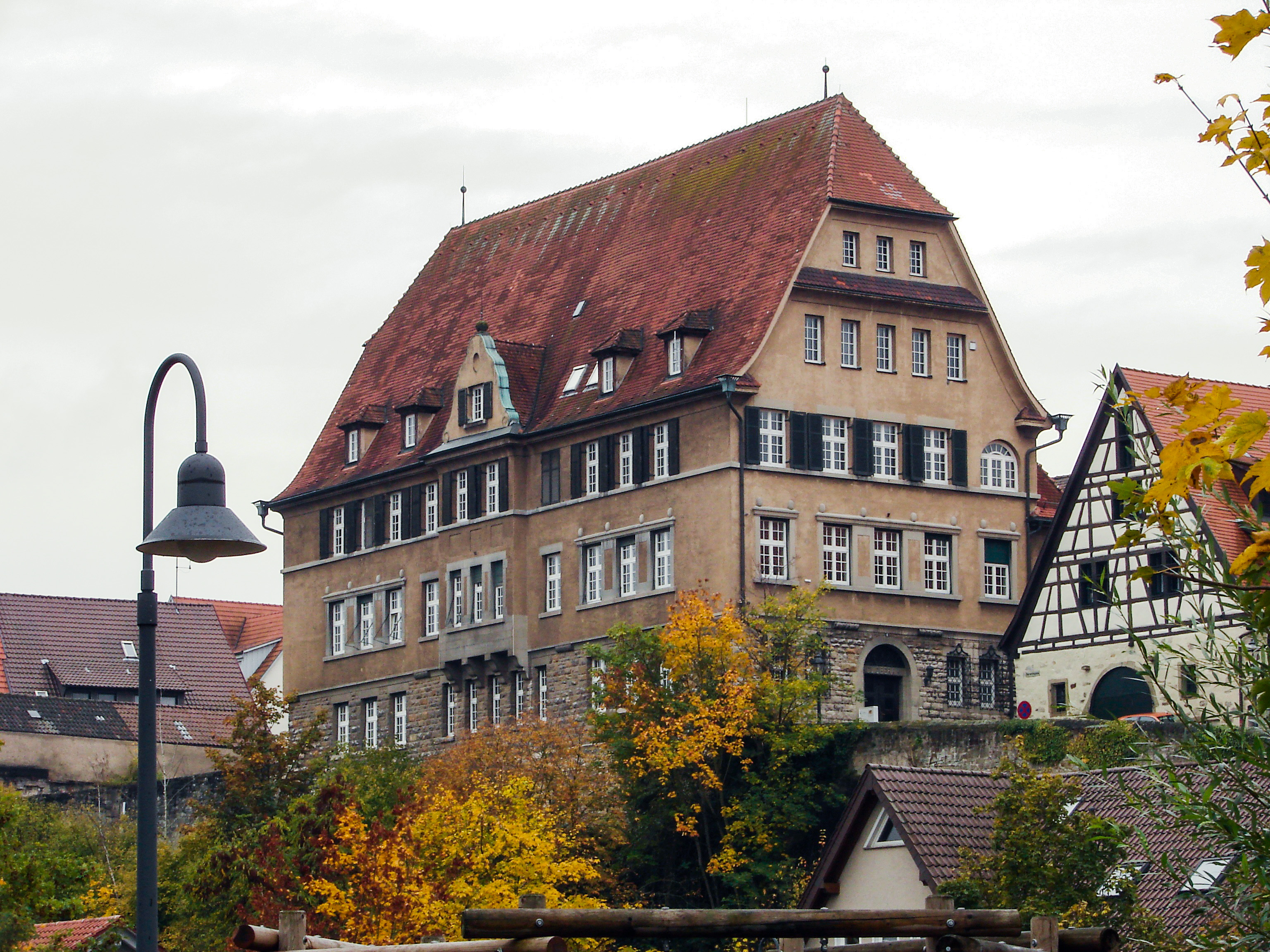
Oberamtsgebäude
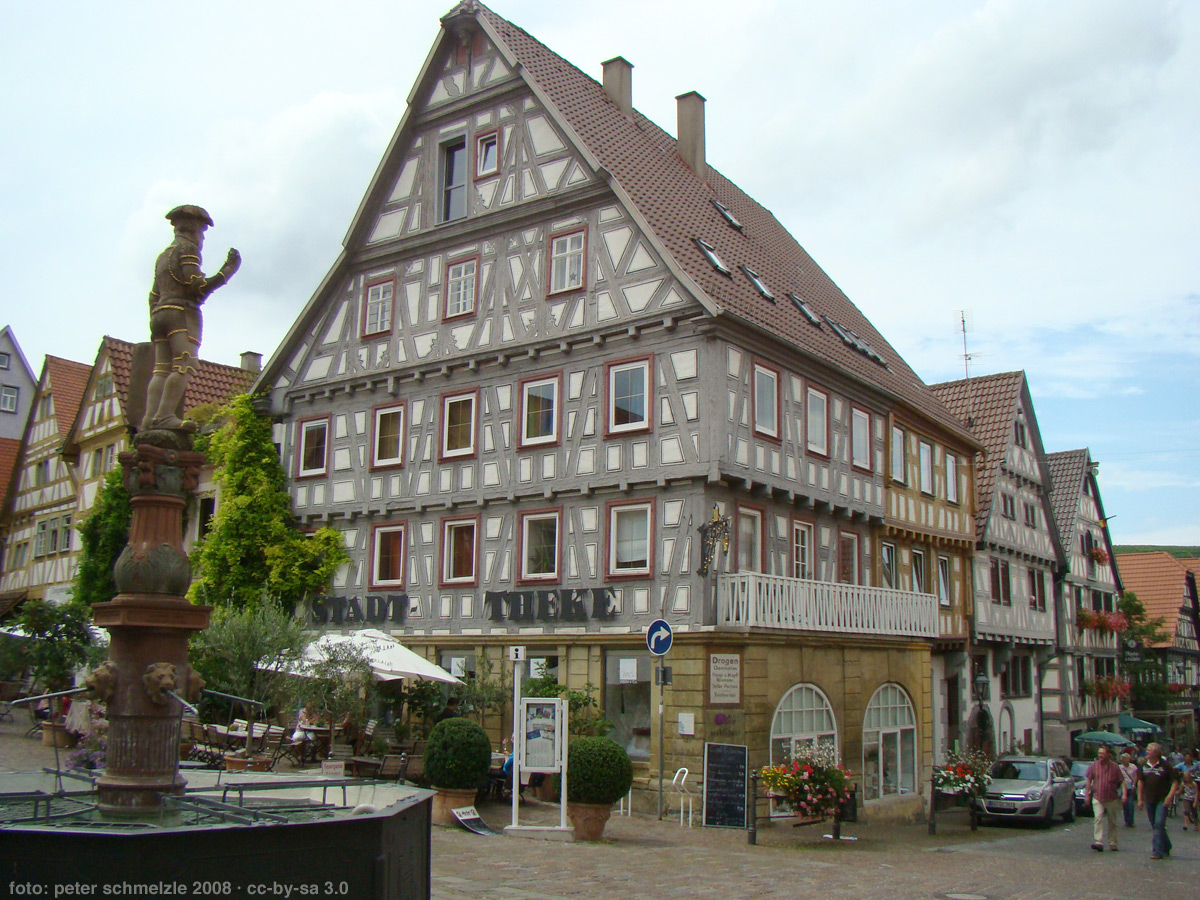
Stadtapotheke
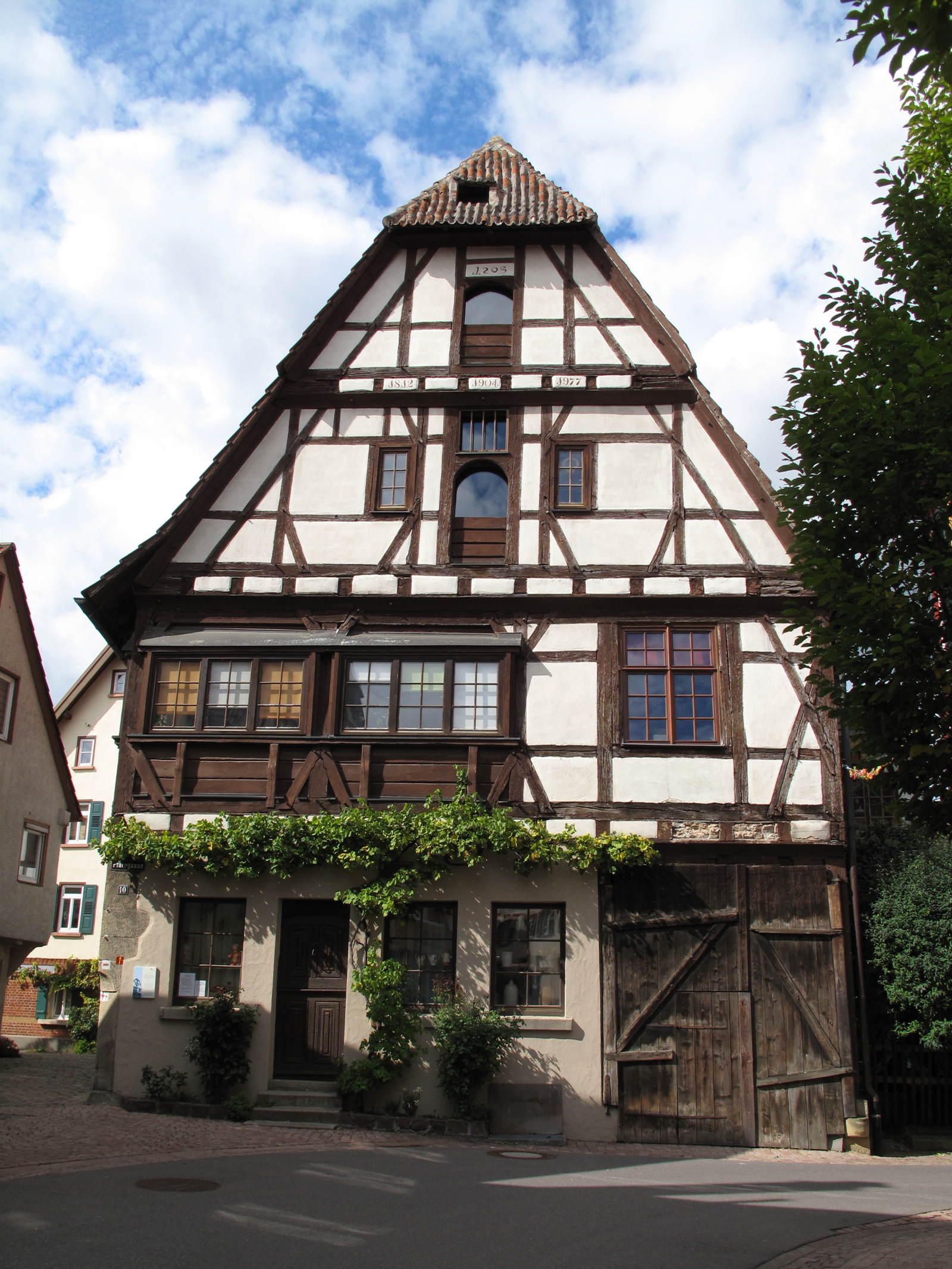
Ackerbürgerhaus
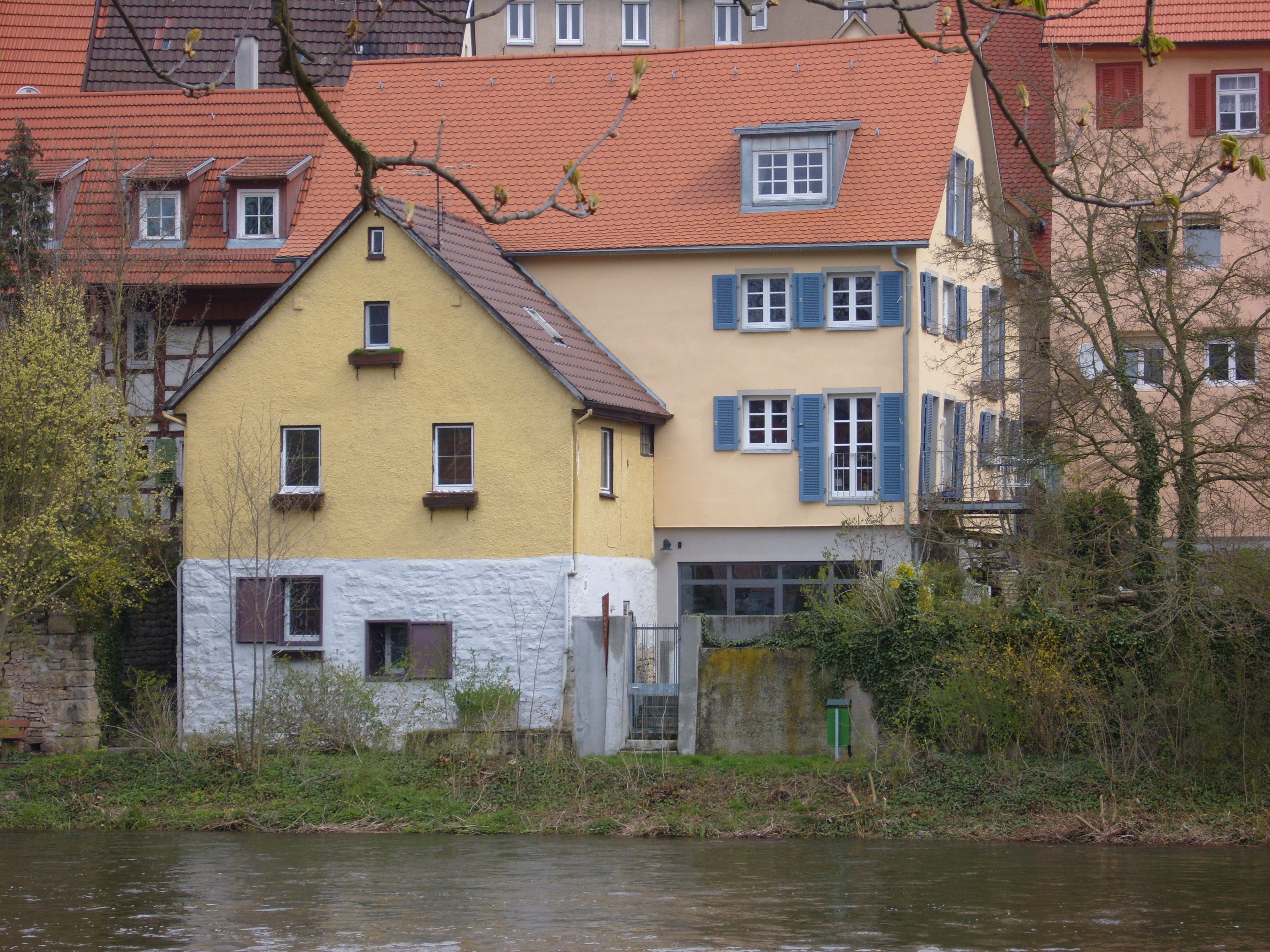
Mittelalterliche Badstube an der Enz (Außenansicht)
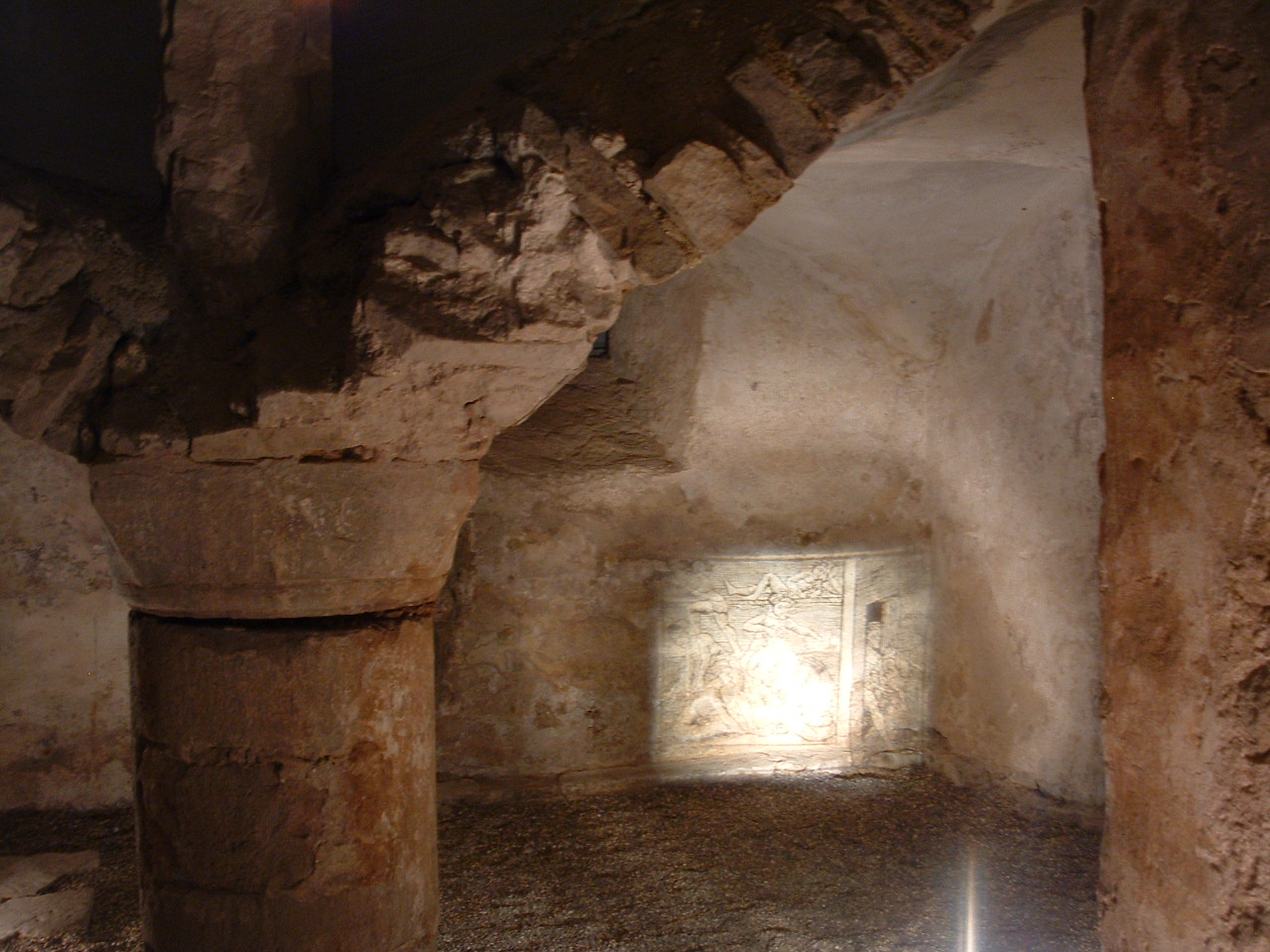
Mittelalterliche Badstube an der Enz (Innenansicht)
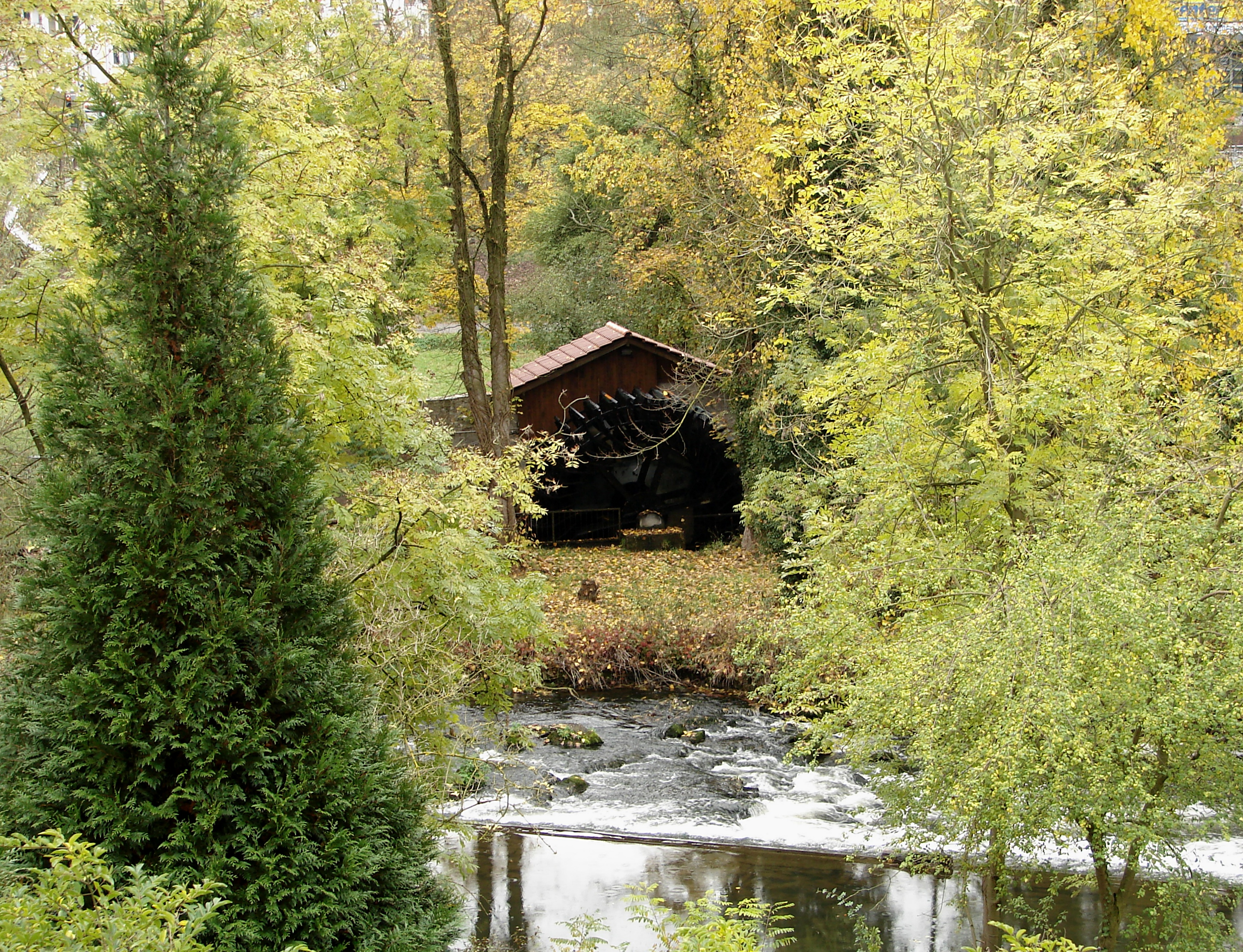
Wehr und Mühle an der Enz
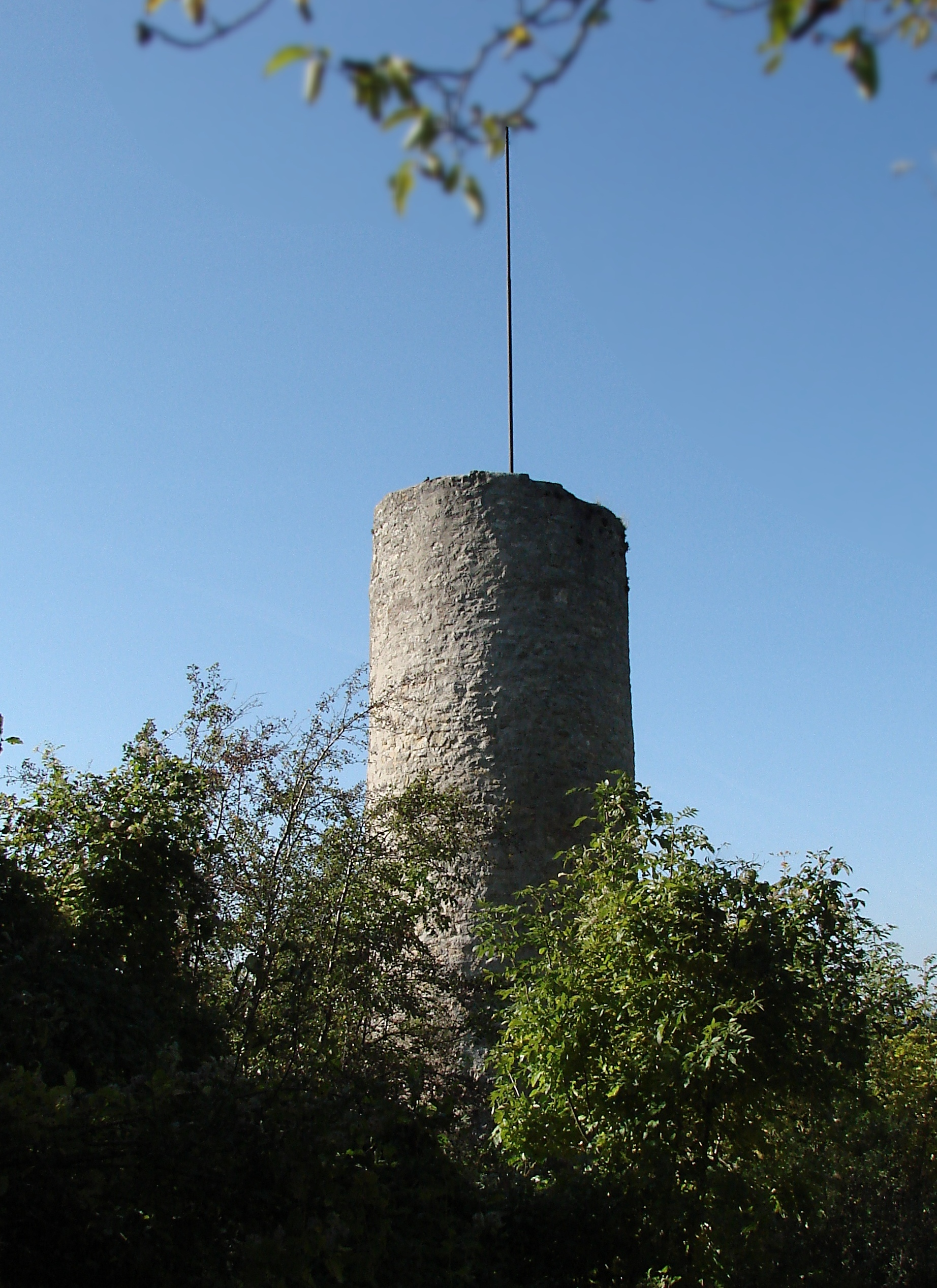
Mehlsack
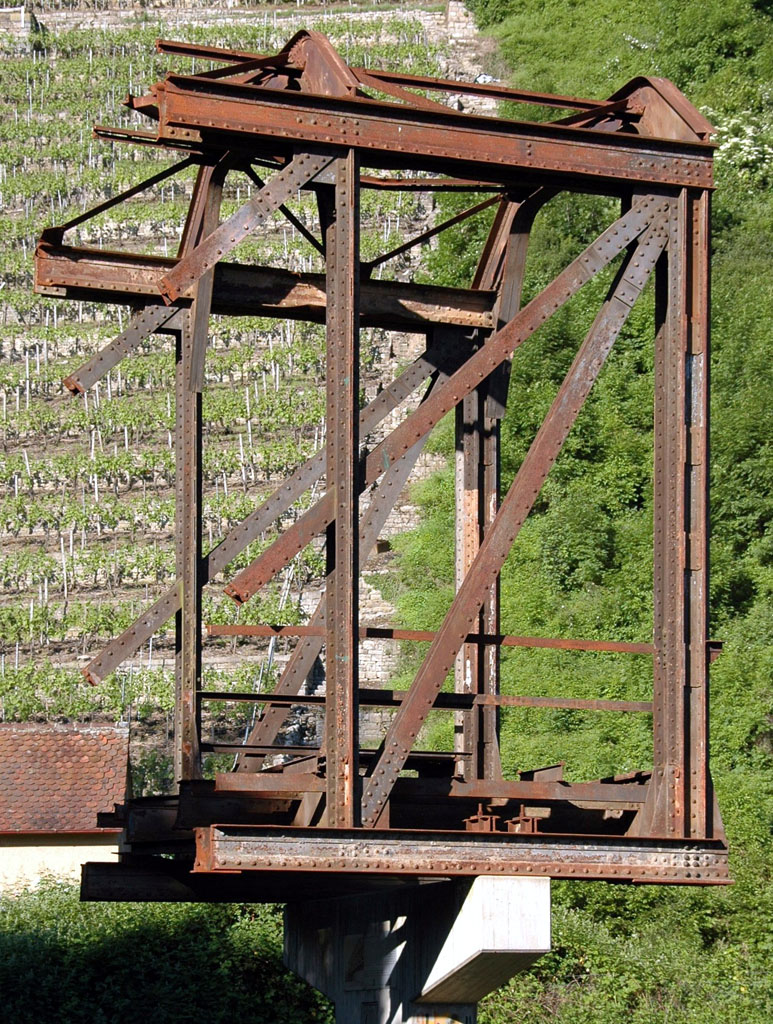
Denkmal für die zweite, 1874 erbaute eiserne Brücke der Bahn über die Enz
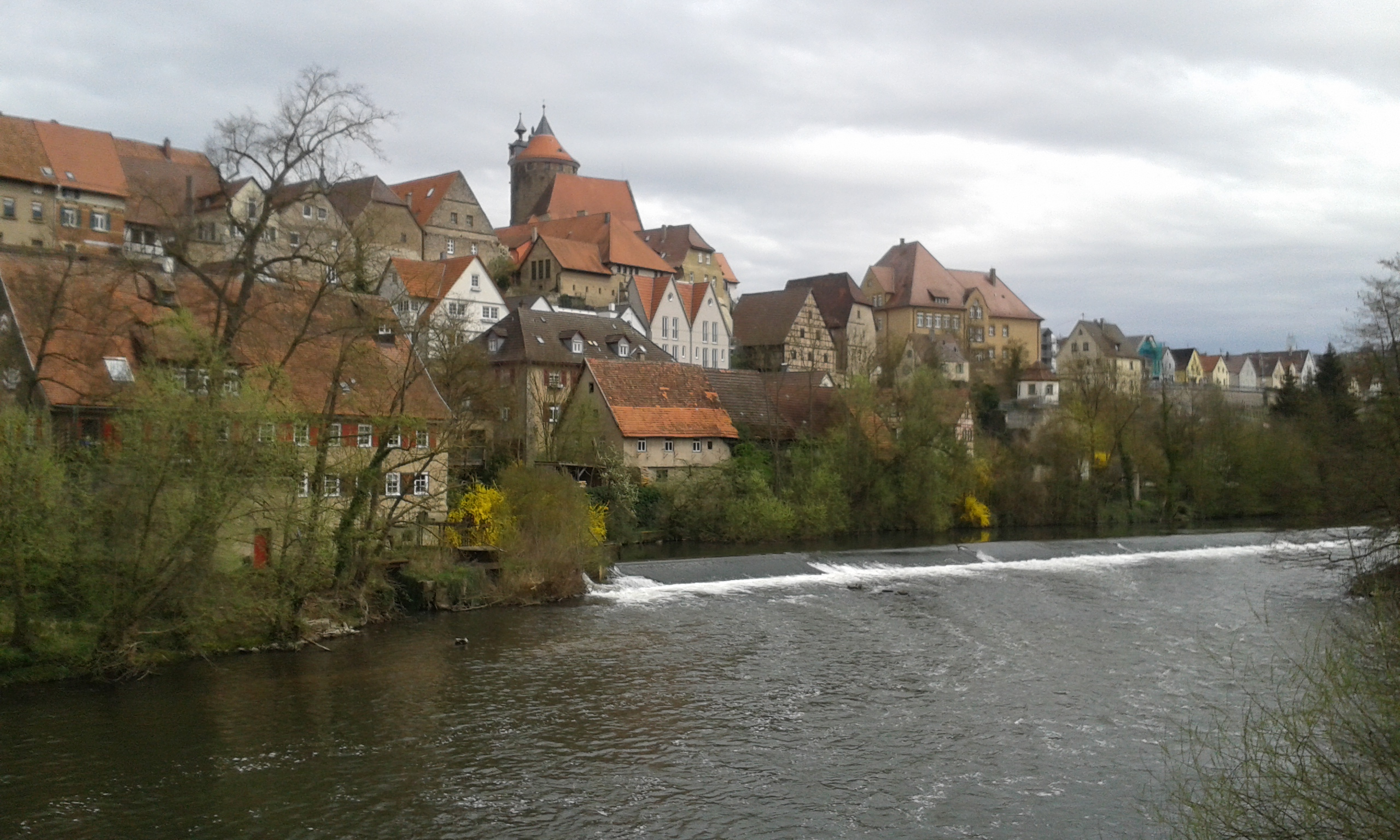
Blick auf Besigheim und Enz
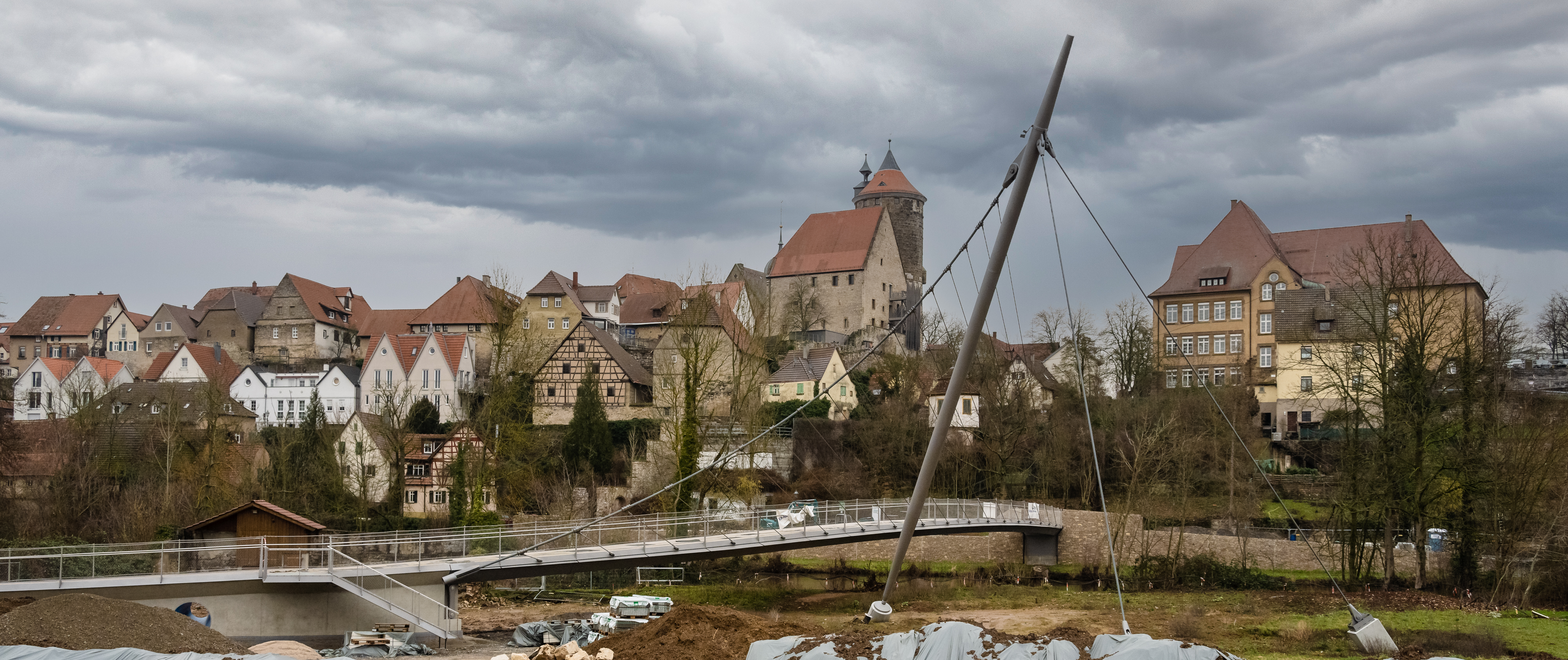
Mühlensteg (Feb. 2021)

### Umgebung
Der Ort liegt an der Württemberger Weinstraße und der Südroute der Deutschen Fachwerkstraße. Die nähere Umgebung Besigheims ist reizvoll durch die tief eingeschnittenen, steilen Flusstäler von Neckar und Enz, an deren Sonnenhängen intensiver Weinbau betrieben wird. Eine bekannte Weinlage und gleichzeitig ein beliebtes Wandergebiet sind die nahen Hessigheimer Felsengärten.

### Regelmäßige Veranstaltungen
Traditionell findet alle zwei Jahre (immer am dritten Wochenende im September von Freitag bis Montag) das Winzerfest statt. Dieses Weinfest, welches in den Gassen und Straßen und den historischen Weinkellern der gesamten Altstadt stattfindet, wird von den Besigheimer Vereinen veranstaltet. Höhepunkt ist der Festumzug, der immer sonntags stattfindet.

## Persönlichkeiten

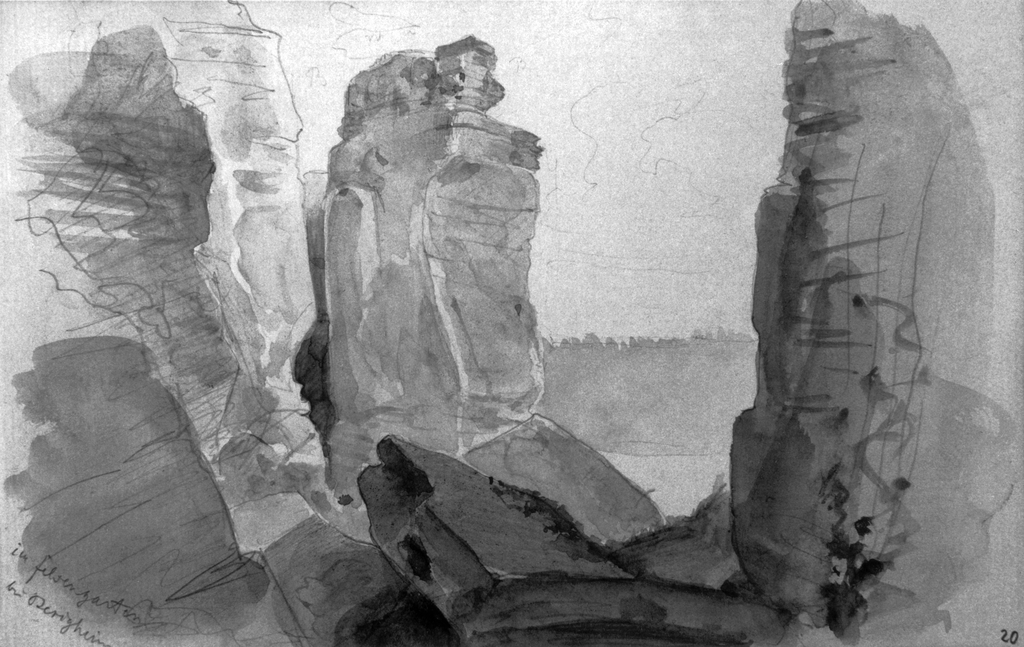
Die Felsengärten bei Besigheim, Aquarell von General Eduard von Kallee

### Söhne und Töchter der Stadt
- Johannes Zehender (auch Johannes Decumanus, 1564–1613), badischer Hofprediger und Jesuit[30]
- Johann Conrad Wölfflin (1729–?), 6. Urgroßvater von Barack Obama[8][9]
- Viktor Friedrich Sandberger (1769–1837), württembergischer Verwaltungsbeamter und Oberamtmann
- Karl Ferdinand Sandberger (1776–1856), württembergischer Oberamtmann
- Gottlob Baumann (1794–1856), schwäbischer Pfarrer, Pietist
- Johannes Zeller (1830–1902), evangelischer Missionar und Palästinaforscher
- Georg Kerner (1835–1890), Apotheker, Chemiker, Direktor der Chininfabrik Zimmer & Co in Frankfurt a. M.
- Eugen Hettich (1848–1888), Maler
- Friedrich Schrempf (1858–1913), Redakteur, Landtags- und Reichstagsabgeordneter
- Christoph Schrempf (1860–1944), Theologe und Philosoph
- Walther Eberbach (1866–1944), Bildhauer, Maler, Grafiker, Medailleur und Ziseleur
- Theodor Rümelin (1877–1920), Ingenieur
- Carl Irion (1878–1962), Ingenieur und Rennfahrer
- Eugen Kolb (1879–1954), Reichsgerichtsrat
- Alfred Kollmar (1886–1937), Maler
- Werner Villinger (1887–1961), Kinder- und Jugendpsychiater
- Ernst Wilhelm Zehender (1905–1942), während der NS-Zeit hingerichteter Kriegsdienstverweigerer
- Gerhard Binder (1912–1997), Grafiker
- Walther Küenzlen (1913–1999), ev. Pfarrer, Dekan und Schriftsteller
- Luisa Richter (1928–2015), Malerin, Trägerin des Verdienstkreuzes am Bande der BRD, lebte zuletzt in Caracas
- Tobias Seyb (* 1961), Musiker und Komponist

### Persönlichkeiten, die dort gewirkt haben
- Johann Ferdinand Seiz (1738–1793), 1766–1790 Diakon in Besigheim; Pietist.
- Eduard Mörike (1804–1875), Dichter, speiste mit einer „Sommerweste“ in der Post zu Besigheim. Siehe sein Gedicht An meinen Vetter (Juni 1837). Gedichttext in Gutenberg.de und im Deutschen Textarchiv.
- Friedrich Richter (1811–1865), Präzeptor an der Lateinschule von 1838 bis 1846, ev. Pfarrer und Heimatdichter
- Otto Kirn (1857–1911), deutscher Theologe und Hochschullehrer, war von 1885 bis 1889 Diakon in Besigheim.
- Richard Duschek (1884–1959), Maler
- Fred Stelzig (1923–2006), Maler
- John Pearse (1939–2008), britischer Gitarrist, der auch Gitarrenunterricht im Fernsehen gab, wohnte in seinen letzten Jahren in Besigheim.
- Roland Bothner (* 1953), Universitätsprofessor, Kunsthistoriker, Philosoph, Literat und Künstler, schrieb über seine Schulzeit am Gymnasium Besigheim und seine Tätigkeit als Pfarrjugendleiter in der katholischen Pfarrgemeinde Besigheim in: Schwäbische Jugend. Auch ein Weg zur Philosophie.

### Ehrenbürger
- Johannes Lang (1798–1886), Oberamts- und Stadtarzt, Ehrenbürger seit 1886
- Friedrich Breining (1867–1951), Stadtpfarrer, Ehrenbürger seit 1903
- Karl Lang (1841–1930), Oberamtsarzt, Hofrat und Ehrenbürger seit 1928
- Friedrich Schelling (1881–1979), Lehrer und Kirchenmusikdirektor, Ehrenbürger seit 1959
- Eberhard Frohnmayer (1917–1983), Bürgermeister von Besigheim 1948 bis 1971, Ehrenbürger seit 1971
- Werner Grau (* 1939), Bürgermeister von Besigheim von 1971 bis 1991, Ehrenbürger seit 2010

### Persönlichkeiten des Stadtteils Ottmarsheim
siehe Hauptartikel Persönlichkeiten des Stadtteils Ottmarsheim